# Leichtathletik-Weltmeisterschaften 2015/50 km Gehen der Männer

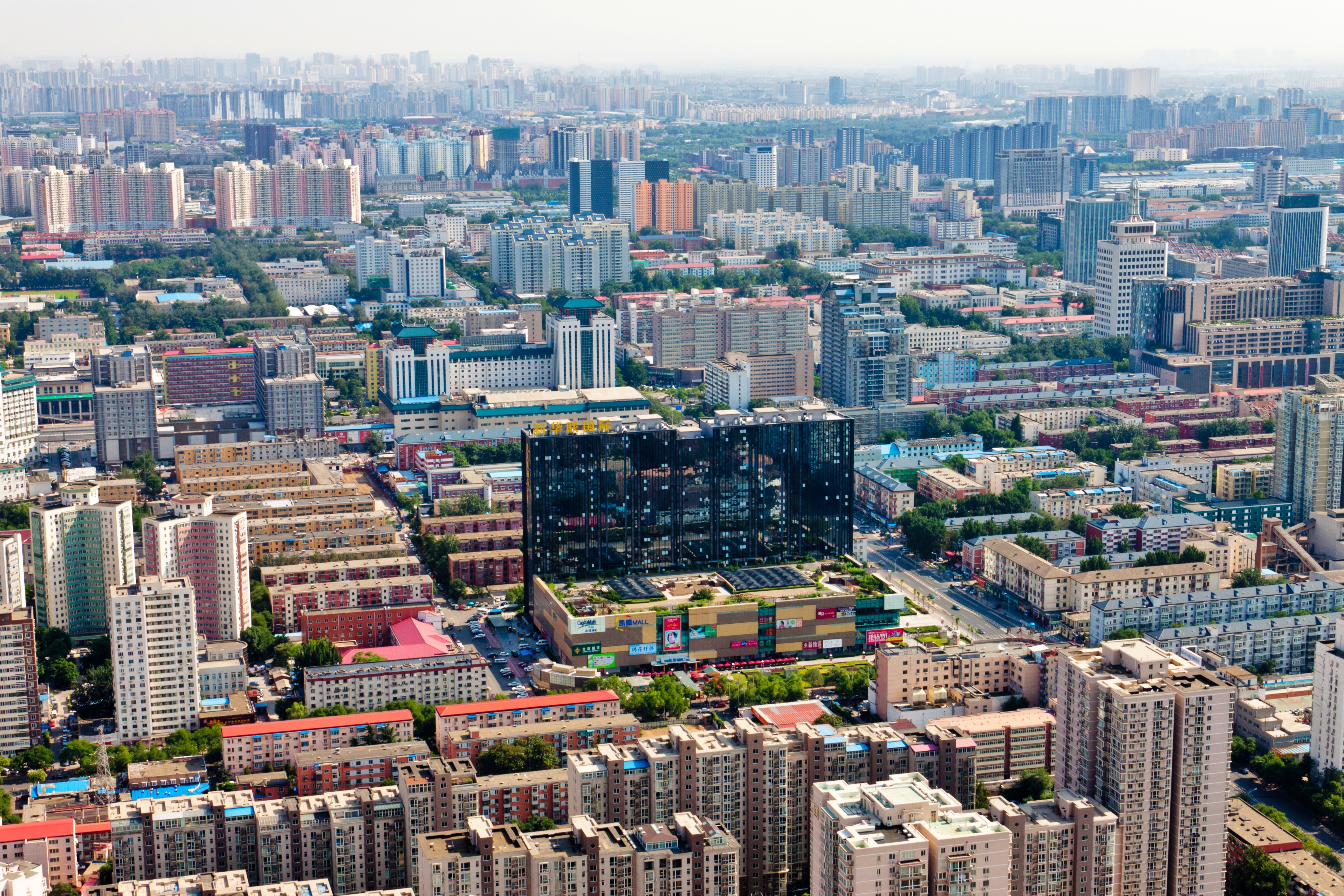
Blick vom Fernsehturm auf Peking im Jahr 2012

Das 50-km-Gehen der Männer bei den Leichtathletik-Weltmeisterschaften 2015 wurde am 29. August 2015 in den Straßen der chinesischen Hauptstadt Peking ausgetragen.
Weltmeister wurde der amtierende Europameister Matej Tóth aus der Slowakei.

Seine zweite WM-Silbermedaille nach 2011 gewann der aktuelle Olympiasieger und Olympiazweite von 2008 Jared Tallent aus Australien. 2011 hatte er außerdem WM-Bronze auf der 20-km-Distanz errungen.

Bronze ging an den Japaner Takayuki Tanii.

## Bestehende Rekorde
| Weltrekord               | Yohann Diniz        | 3:32:33 h | Zürich, Schweiz                     | 15. August 2014 |
| Weltmeisterschaftsrekord | Robert Korzeniowski | 3:36:03 h | WM in Paris/Saint-Denis, Frankreich | 27. August 2003 |

Der bestehende WM-Rekord wurde bei diesen Weltmeisterschaften nicht eingestellt und nicht verbessert.
Es gab einen Kontinentalrekord:
- 3:46:00 h (Amerikarekord) – Andrés Chocho, Ecuador

## Ausgangssituation
Der Favoritenkreis für diesen Wettbewerb rekrutierte sich in erster Linie aus den letzten großen internationalen Meisterschaften. Jared Tallent, der australische Olympiasieger und WM-Dritte, war hier genauso am Start wie der amtierende Weltmeister und Olympiadritte Robert Heffernan aus Irland sowie Vizeeuropameister Matej Tóth aus der Slowakei, der bei den letzten Olympischen Spielen und letzten Weltmeisterschaften jeweils den fünften Platz belegt hatte. Auch der ukrainische WM-Vierte Ihor Hlawan gehörte zum Kreis der Geher mit Medaillenchancen. Im Wettbewerb über zwanzig Kilometer hatte er hier sechs Tage zuvor Rang vier belegt.

## Wettbewerbsverlauf
29. August 2015, 7:30 Uhr (1:30 Uhr MESZ)
Das 50-km-Gehen nahm einen ziemlich ungewöhnlichen Verlauf. Von Beginn an bestimmte Tóth das Tempo und seine Gegner ließen ihn zunächst einmal wegziehen. Nach fünf Kilometern betrug sein Vorsprung vor einer sechzehnköpfigen Verfolgergruppe acht Sekunden. Nach zehn Kilometern war es bereits fast eine halbe Minute vor noch zehn Verfolgern. Toth ließ nicht nach und vergrößerte den Abstand weiter. Nach fünfzehn Kilometern hatte sich Tallent mit einem Rückstand von 39 Sekunden auf die alleinige Verfolgung des führenden Slowaken gemacht. Die nachfolgende Gruppe hatte weitere zehn Sekunden Rückstand. Im weiteren Verlauf wurde Tallent von inzwischen noch acht Läufern hinter ihm wieder gestellt. Tóth dagegen lag weiter alleine vorn und hatte bei Kilometer dreißig bereits über eine Minute Vorsprung auf eine Siebenergruppe hinter ihm, die aus Heffernan, Tallent, dem Japaner Takayuki Tanii, Andrés Chocho aus Ecuador, dem Japaner Hirooki Arai, Erick Barrondo aus Guatemala und dem Chinesen Zhang Lin bestand.
Auch auf den nächsten Kilometern war Tóth ganz alleine weiter vorn, während die Verfolgergruppe immer mehr auseinanderfiel. Tallent löste sich zum zweiten Mal von seinen Konkurrenten. Nur wenige Sekunden  nach ihm folgten Heffernan, Li, Tanii und Arai. Erstmals schrumpfte Tóths Vorsprung nun ein wenig. Dies war allerdings nur vorübergehend so. Fünf Kilometer vor dem Ziel führte der Slowake mit jetzt fast eineinhalb Minuten vor Tallent, der sich weiter von seinen Verfolgern gelöst hatte. Etwas mehr als zwanzig Sekunden hinter ihm lagen jetzt nur noch Tanii und Arai. Heffernan folgte weitere acht Sekunden hinter den beiden. Li dagegen musste komplett abreißen lassen und verlor mehr als eine Minute auf seine einstigen Begleiter.
Während der letzten Kilometer änderte sich auf den ersten beiden Plätzen nichts mehr. Souverän brachte Matej Tóth seinen erarbeiteten Vorsprung zum Weltmeistertitel ins Ziel. Jared Tallent ging 1:45 Minuten hinter ihm zur Silbermedaille.
Ein solch langer und gleichzeitig erfolgreicher Alleingang wie hier durch Matej Tóth ist äußerst selten. In aller Regel werden frühe Ausreißer im weiteren Wettbewerbsverlauf gestellt, so sind solche Versuche riskant und enden meist nicht mit einem Erfolg.
| Zwischenzeiten | Zwischenzeiten | Zwischenzeiten | Zwischenzeiten |
| Marke          | Zwischenzeit   | Führende(r) | 5-km-Zeit      |
| -------------- | -------------- | --- | -------------- |
| 5 km           | 22:57 min      | Matej Tóth – 8 s vor einer 16köpfigen Verfolgergruppe                                                                     | 22:57 min      |
| 10 km          | 45:22 min      | Matej Tóth – 27 s vor einer 10köpfigen Verfolgergruppe                                                                    | 22:25 min      |
| 15 km          | 1:07:28 h      | Tóth – 39 s vor Tallent und 49 s einer 10köpfigen Verfolgergruppe                                                         | 22:06 min      |
| 20 km          | 1:29:24 h      | Tóth – 50 s vor einer 8köpfigen Verfolgergruppe                                                                           | 21:56 min      |
| 25 km          | 1:51:17 h      | Tóth – 55 s einer 7köpfigen Verfolgergruppe                                                                               | 21:53 min      |
| 30 km          | 2:13:14 h      | Tóth – 1:09 min vor einer 7köpfigen Verfolgergruppe                                                                       | 21:57 min      |
| 35 km          | 2:35:20 h      | Tóth / Tallent 54 s zurück / Heffernan, Li, Tanii, Arai 56 s zurück / Yamazaki 1:19 min zurück / Augustin 1:25 min zurück | 22:06 min      |
| 40 km          | 2:57:01 h      | Tóth / Tallent 1:13 min zurück / Tanii, Heffernan 1:16 min zurück / Arai 1:19 min zurück / Li 1:27 min zurück             | 21:41 min      |
| 45 km          | 3:18:43 h      | Tóth / Tallent 1:28 min zurück. / Tanii, Arai 1:51 min zurück / Heffernan 1:59 min zurück / Li 3:04 min zurück            | 21:42 min      |
| 50 km          | 3:40:32 h      | Matej Tóth | 21:49 min      |

## Ergebnis

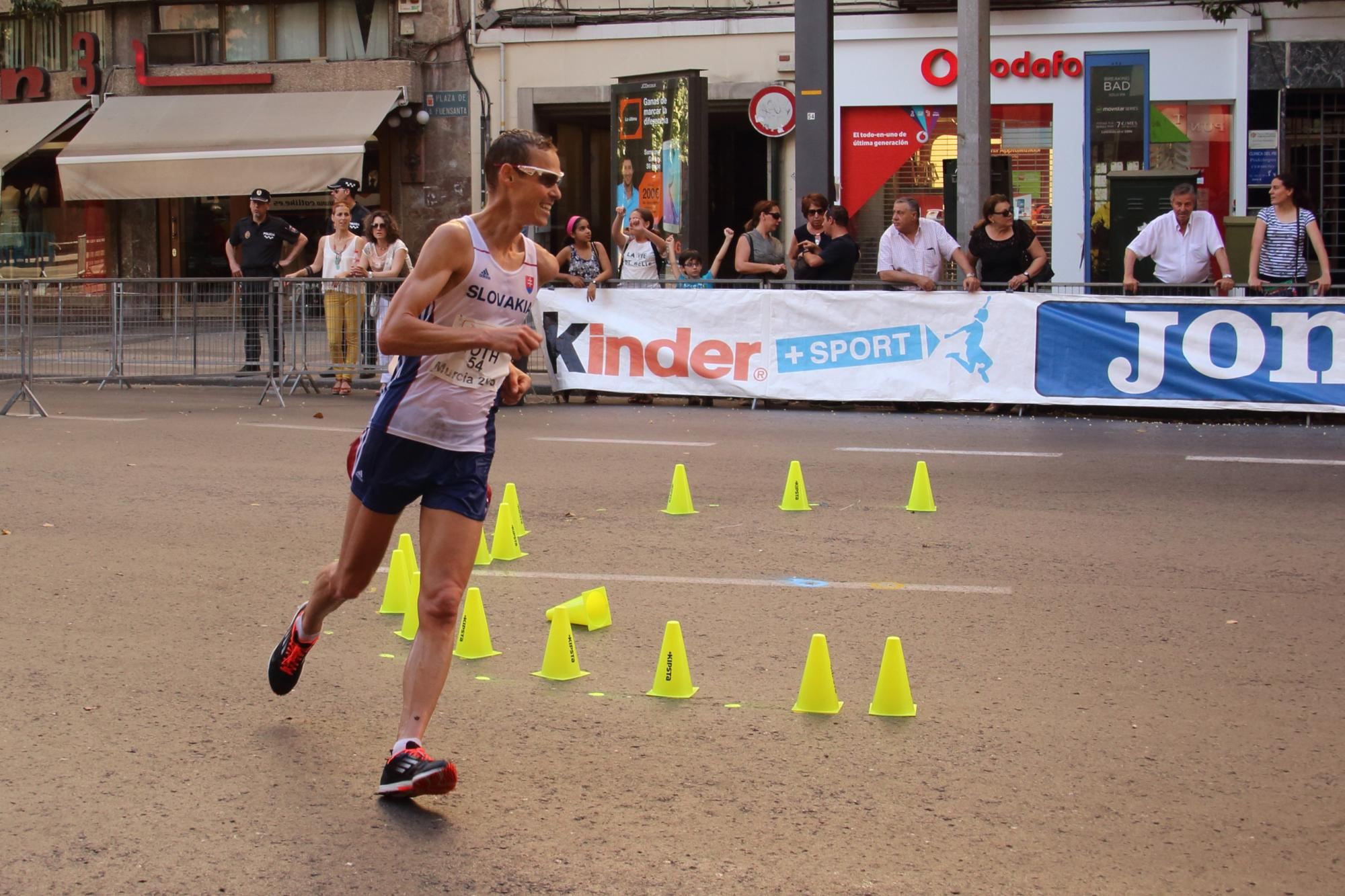
Weltmeister Matej Tóth

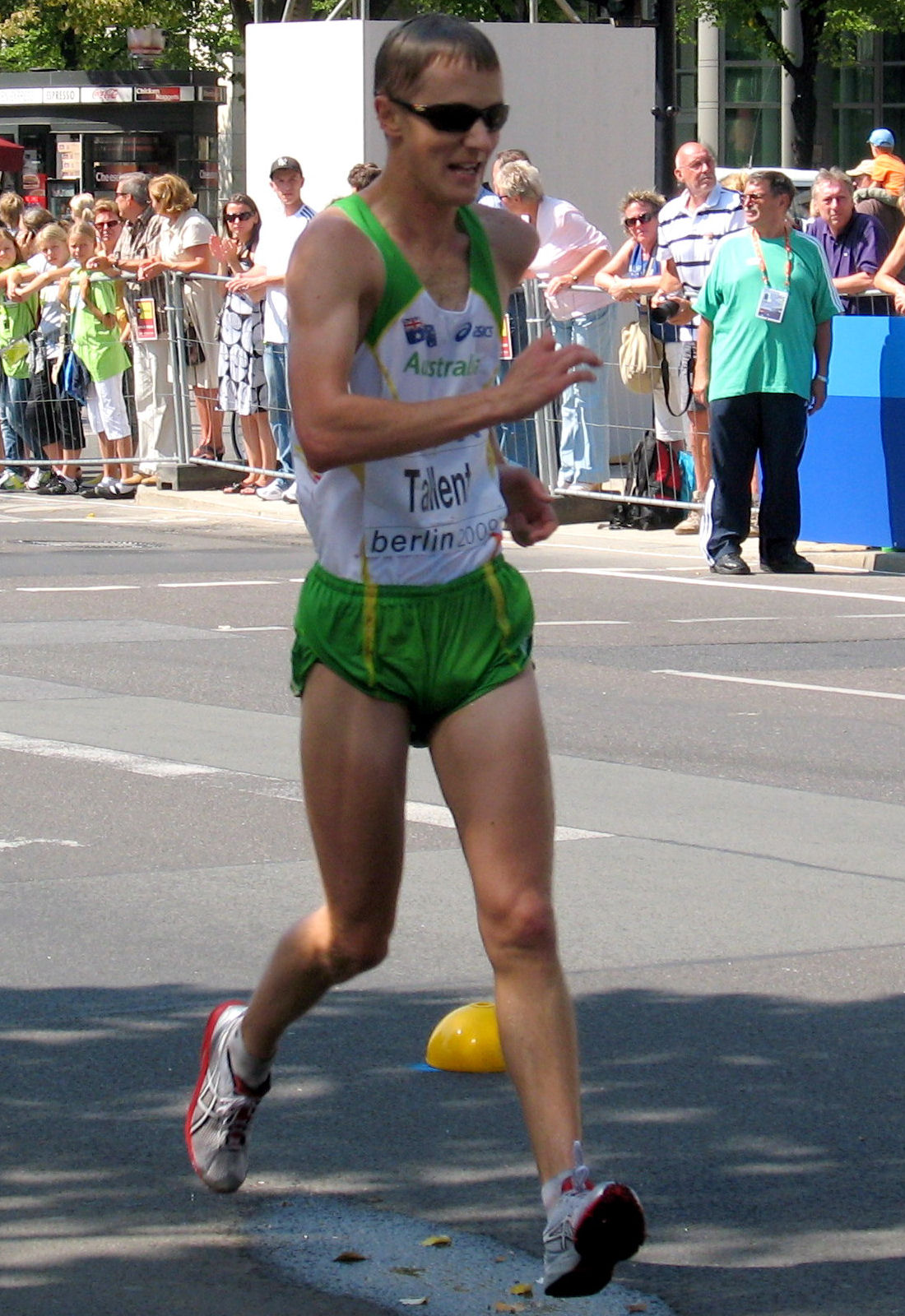
Vizeweltmeister Jared Tallent, Australien

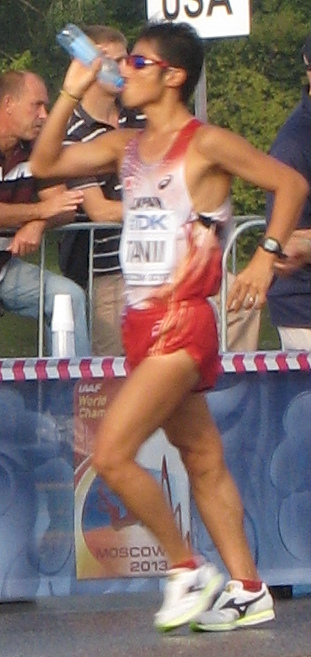
Bronzemedaillengewinner Takayuki Tanii aus Japan

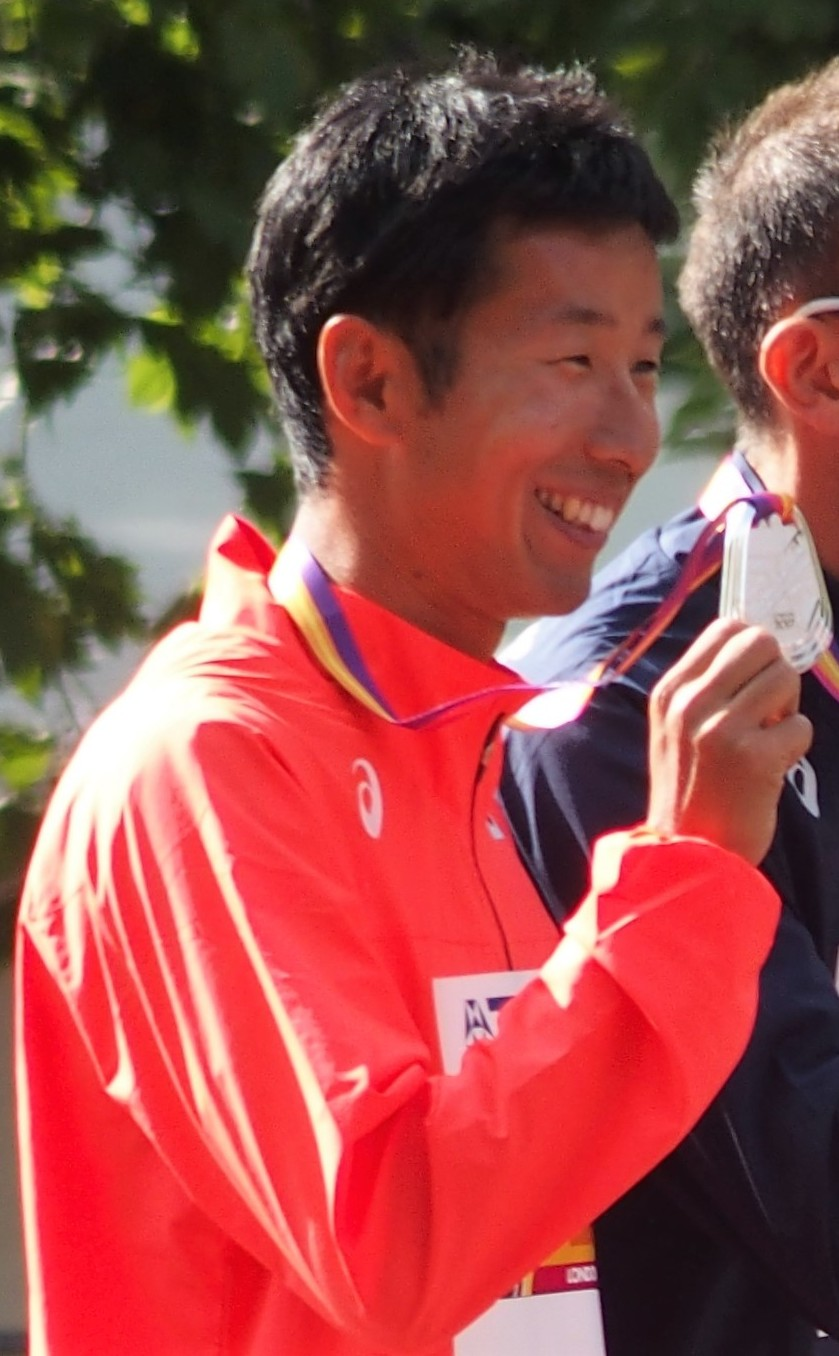
Der Japaner Hirooki Arai kam auf den vierten Platz

| Platz | Athlet                 | Land                | Zeit (h)                                     | Verwarnungen                                 |
| ----- | ---------------------- | ------------------- | -------------------------------------------- | -------------------------------------------- |
|       | Matej Tóth             | Slowakei            | 3:40:32                                      |                                              |
|       | Jared Tallent          | Australien          | 3:42:17 SB                                   |                                              |
|       | Takayuki Tanii         | Japan               | 3:42:55                                      | Bod                                          |
| 04    | Hirooki Arai           | Japan               | 3:43:44                                      |                                              |
| 05    | Robert Heffernan       | Irland              | 3:44:17 SB                                   |                                              |
| 06    | Zhang Lin              | Volksrepublik China | 3:44:39 PB                                   |                                              |
| 07    | Yu Wei                 | Volksrepublik China | 3:45:21 PB                                   |                                              |
| 08    | Andrés Chocho          | Ecuador             | 3:46:00 AM                                   | Bod / Bod                                    |
| 09    | Jesús Ángel García     | Spanien             | 3:46:43 SB                                   | Knie                                         |
| 10    | Quentin Rew            | Neuseeland          | 3:48:48 PB                                   | Knie / Knie                                  |
| 11    | Adrian Błocki          | Polen               | 3:49:11 PB                                   |                                              |
| 12    | Evan Dunfee            | Kanada              | 3:49:56 PB                                   | Knie                                         |
| 13    | Chris Erickson         | Australien          | 3:51:26 SB                                   |                                              |
| 14    | Wu Qianlong            | Volksrepublik China | 3:51:35                                      | Knie / Knie                                  |
| 15    | Iwan Banseruk          | Ukraine             | 3:52:15                                      |                                              |
| 16    | Marco De Luca          | Italien             | 3:53:02                                      |                                              |
| 17    | Matteo Giupponi        | Italien             | 3:53:23                                      | Bod                                          |
| 18    | Aku Partanen           | Finnland            | 3:54:28                                      | Knie / Knie                                  |
| 19    | Serhij Budsa           | Ukraine             | 3:55:10                                      | Knie                                         |
| 20    | Luis Fernando López    | Kolumbien           | 3:55:43 PB                                   |                                              |
| 21    | Pedro Isidro           | Portugal            | 3:55:44 PB                                   |                                              |
| 22    | Tadas Šuškevičius      | Litauen             | 3:56:27 SB                                   | Bod / Knie                                   |
| 23    | Park Chilsung          | Südkorea            | 3:56:42 SB                                   |                                              |
| 24    | Håvard Haukenes        | Norwegen            | 3:56:50 SB                                   | Bod / Knie                                   |
| 25    | Teodorico Caporaso     | Italien             | 3:56:58                                      | Bod                                          |
| 26    | Sandeep Kumar          | Indien              | 3:57:03 SB                                   | Knie / Knie                                  |
| 27    | Manish Singh           | Indien              | 3:57:11 PB                                   | Knie / Bod                                   |
| 28    | Rafał Augustyn         | Polen               | 3:57:30                                      | Knie                                         |
| 29    | Jaime Quiyuch          | Guatemala           | 3:57:41 SB                                   | Knie                                         |
| 30    | Dušan Majdán           | Slowakei            | 3:58:57 SB                                   | Knie / Knie                                  |
| 31    | Mathieu Bilodeau       | Kanada              | 4:01:35 SB                                   |                                              |
| 32    | Jarkko Kinnunen        | Finnland            | 4:02:07 SB                                   |                                              |
| 33    | Marc Mundell           | Südafrika           | 4:02:41                                      |                                              |
| 34    | Yūki Yamazaki          | Japan               | 4:03:54                                      | Knie / Bod                                   |
| 35    | Francisco Arcilla      | Spanien             | 4:07:23 SB                                   |                                              |
| 36    | Luis Ángel Sánchez     | Guatemala           | 4:09:26                                      |                                              |
| 37    | John Nunn              | Vereinigte Staaten  | 4:09:44 SB                                   |                                              |
| 38    | Arnis Rumbenieks       | Lettland            | 4:28:55                                      | Knie                                         |
| DNF   | Marius Cocioran        | Rumänien            |                                              |                                              |
| DNF   | Carl Dohmann           | Deutschland         |                                              |                                              |
| DNF   | Mário dos Santos       | Brasilien           |                                              |                                              |
| DNF   | Anders Hansson         | Schweden            |                                              |                                              |
| DNF   | Anatole Ibáñez         | Schweden            |                                              | Knie                                         |
| DNF   | Aleksi Ojala           | Finnland            |                                              | Knie                                         |
| DNF   | Alexandros Papamichail | Griechenland        |                                              |                                              |
| DNF   | Benjamín Sánchez       | Spanien             |                                              |                                              |
| DNF   | Alex Wright            | Irland              |                                              |                                              |
| DSQ   | Erick Barrondo         | Guatemala           |                                              | Bod / Bod / Bod                              |
| DSQ   | Brendan Boyce          | Irland              |                                              | Knie / Bod / Knie                            |
| DSQ   | Lukáš Gdula            | Tschechien          |                                              | Knie / Knie / Knie                           |
| DSQ   | Ihor Hlawan            | Ukraine             |                                              | Bod / Bod / Bod                              |
| DSQ   | Łukasz Nowak           | Polen               |                                              | Knie / Knie / Knie                           |
| DSQ   | Martin Tišťan          | Slowakei            |                                              | Knie / Knie / Knie                           |
| DNS   | Alexander Jargunkin    | Russland            | am Tag zuvor wegen Dopingbetrugs suspendiert | am Tag zuvor wegen Dopingbetrugs suspendiert |

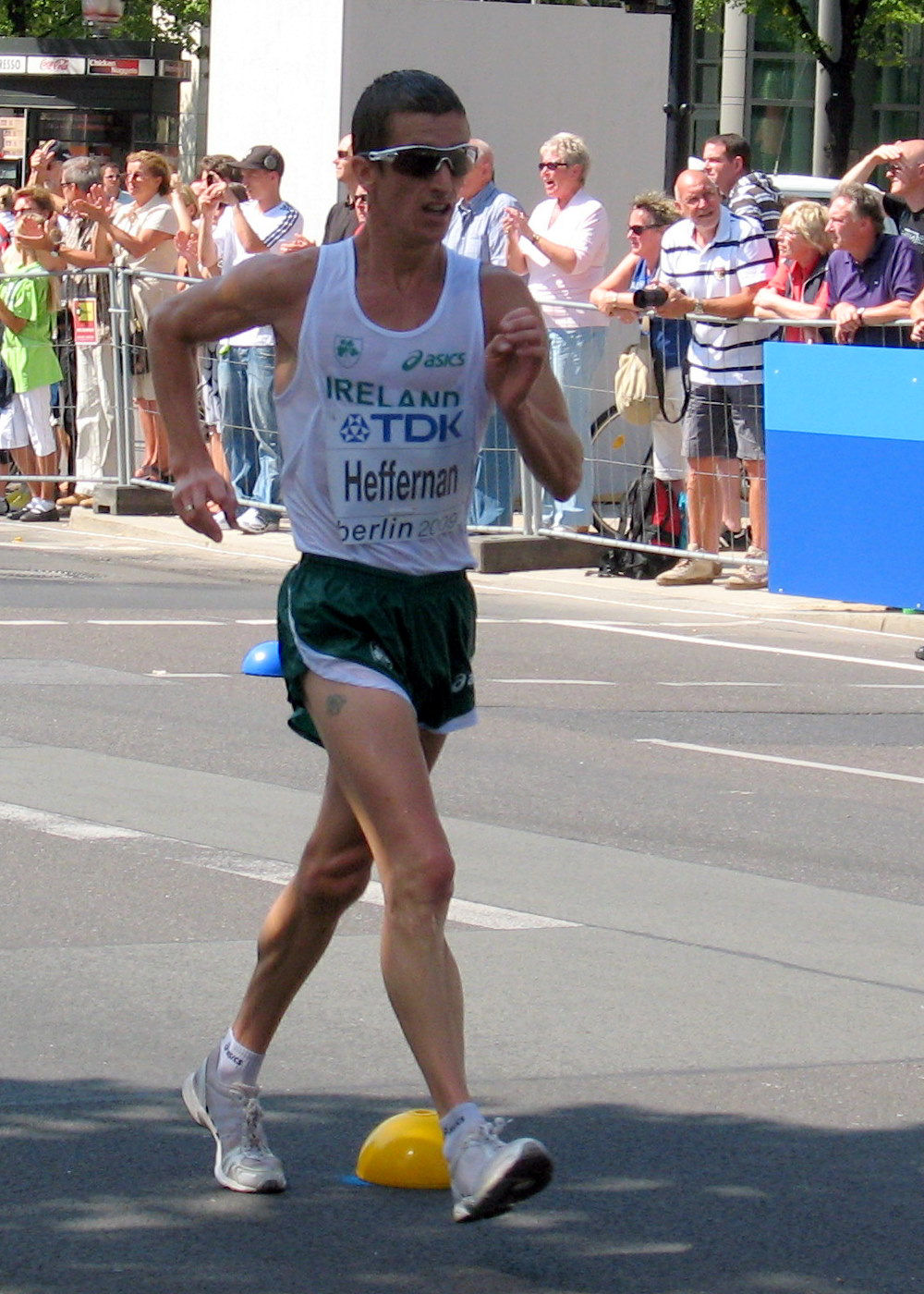
Robert Heffernan belegte Rang fünf
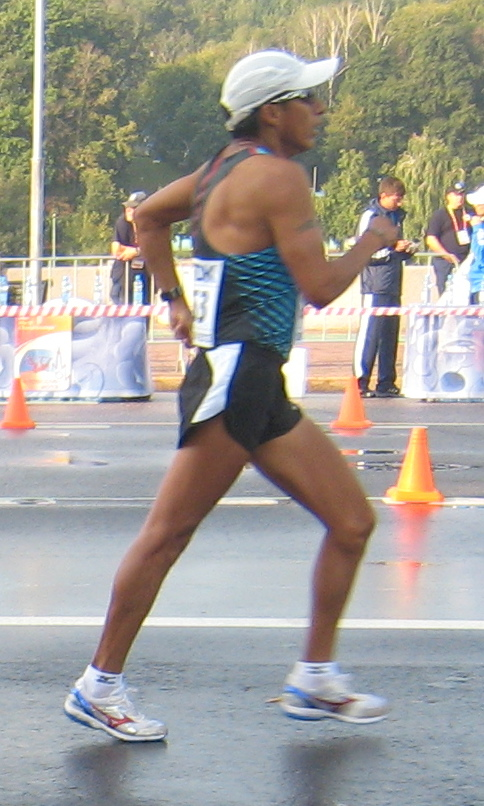
Andrés Chocho – Platz acht
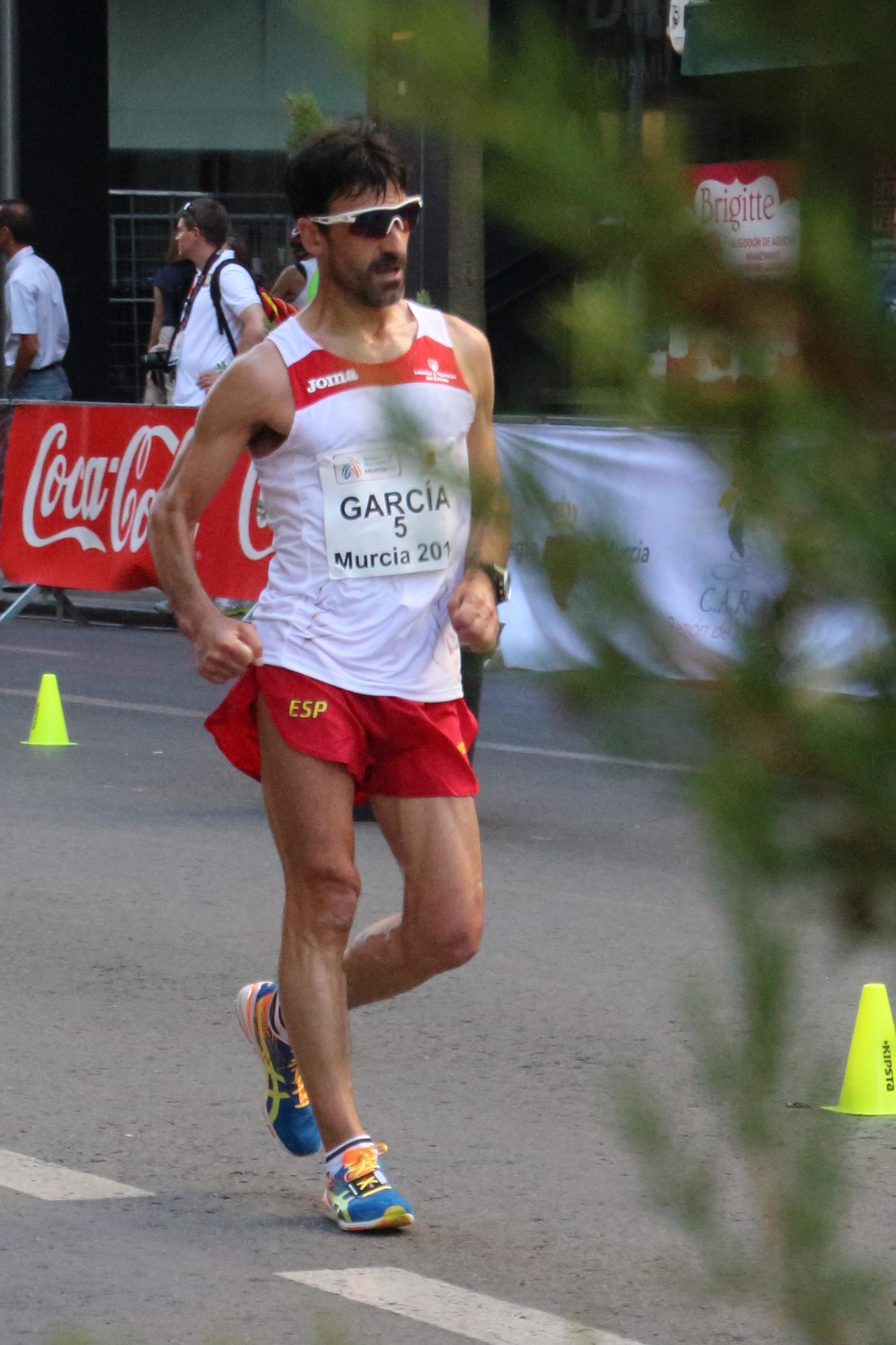
Jesús García erreichte den neunten Platz
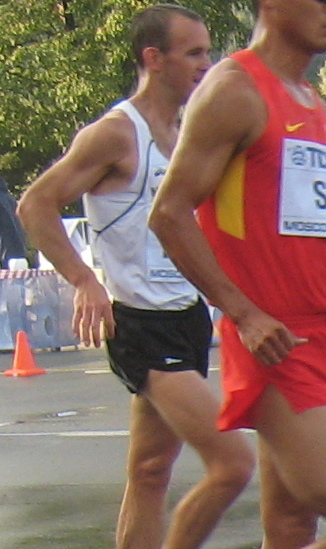
Quentin Rew (links) – Platz zehn
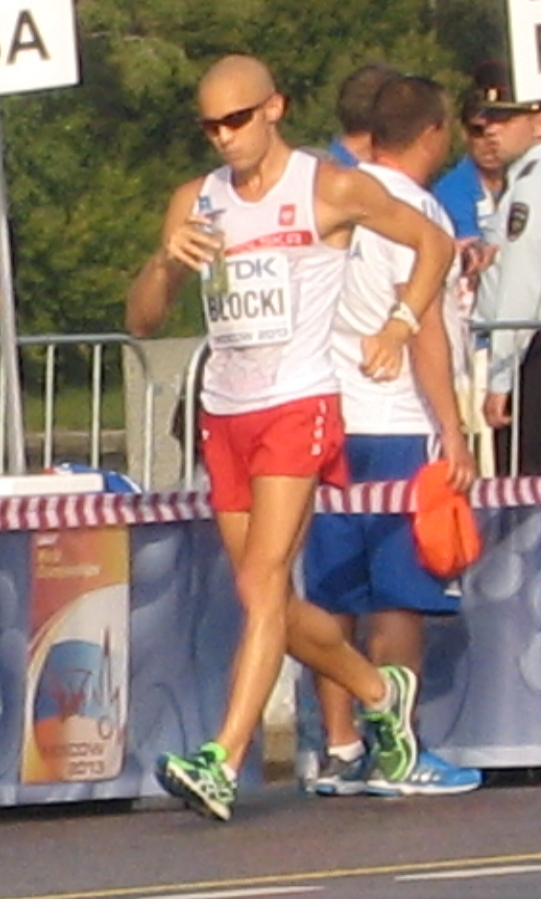
Adrian Blocki wurde Elfter
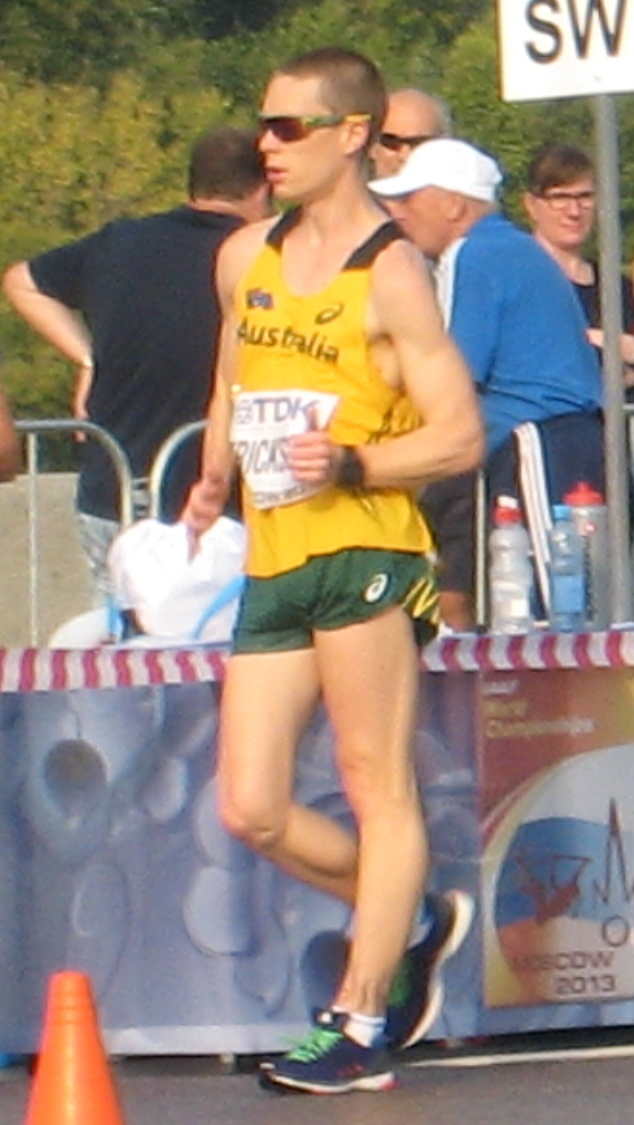
ChrisErickson kam auf Rang dreizehn
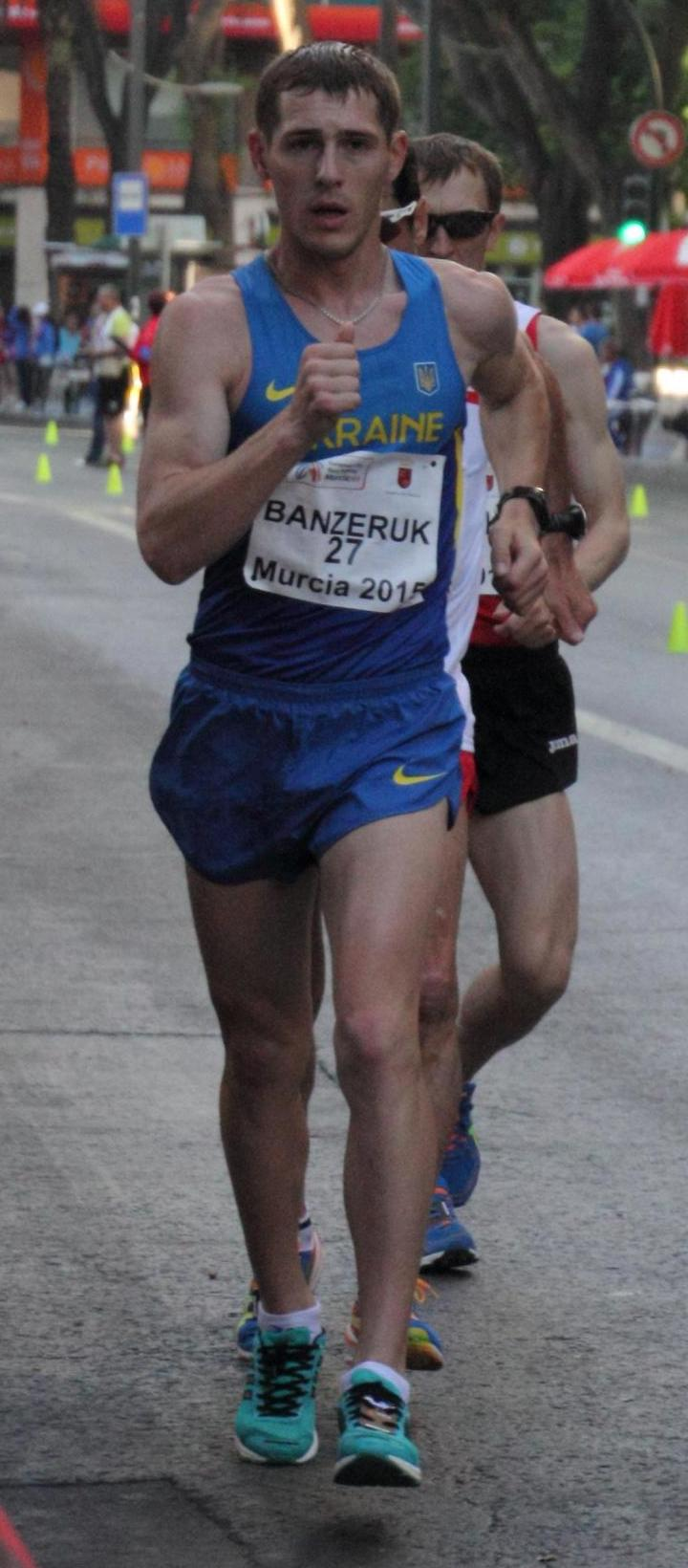
Rang fünfzehn für Iwan Banseruk
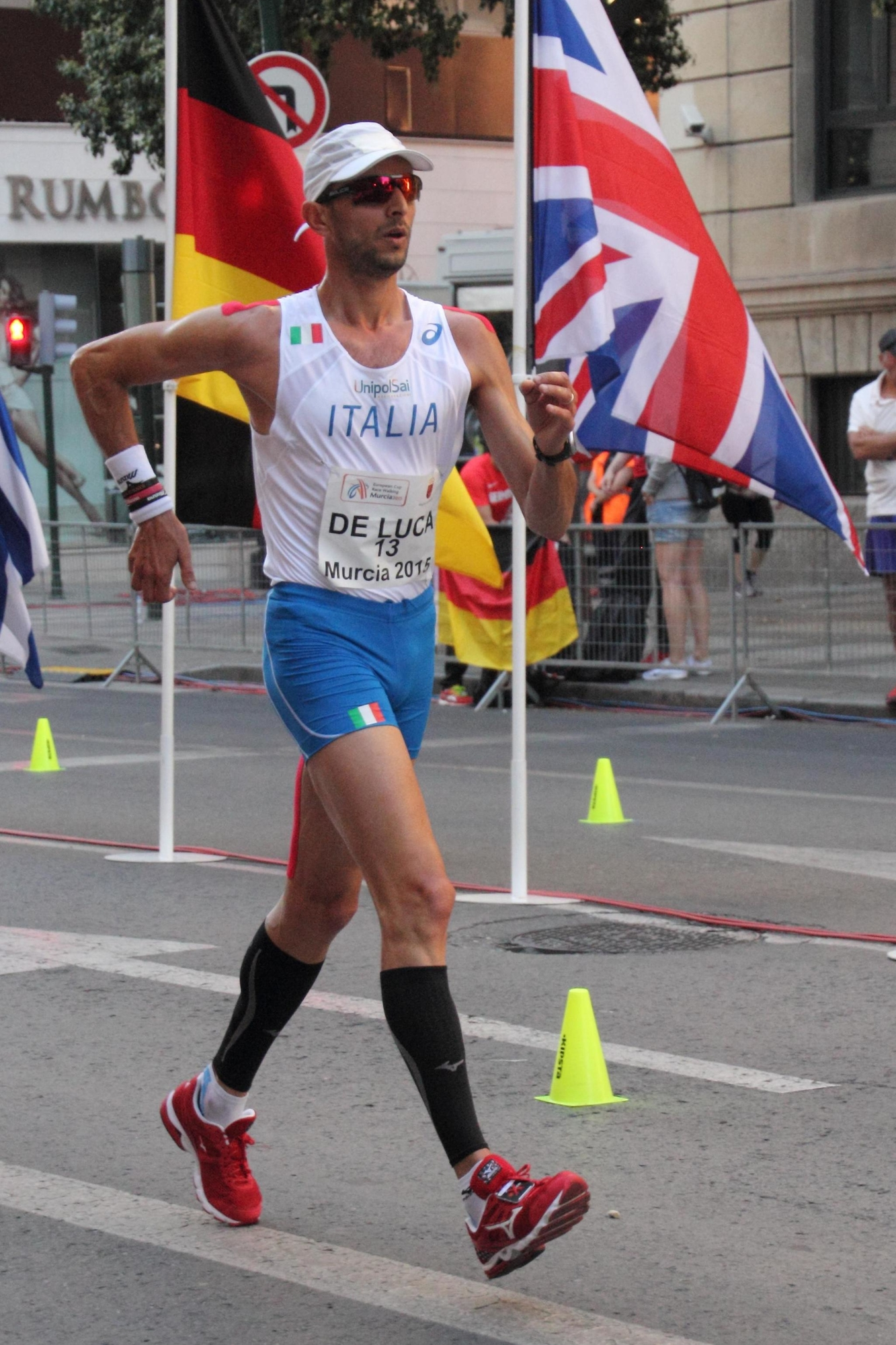
Marco De Luca wurde Sechzehnter
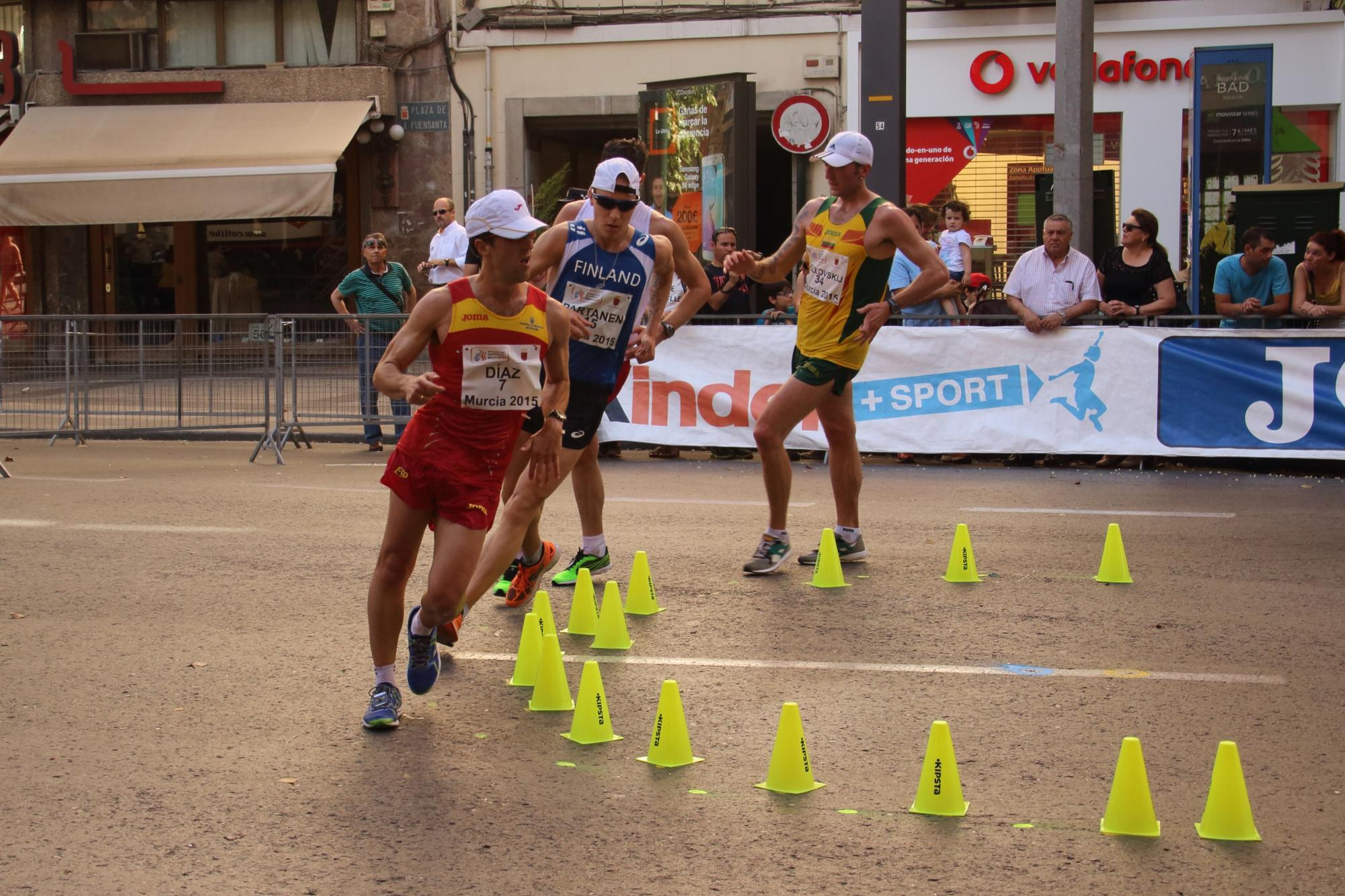
Aku Partanen (blaues Trikot) – Platz achtzehn
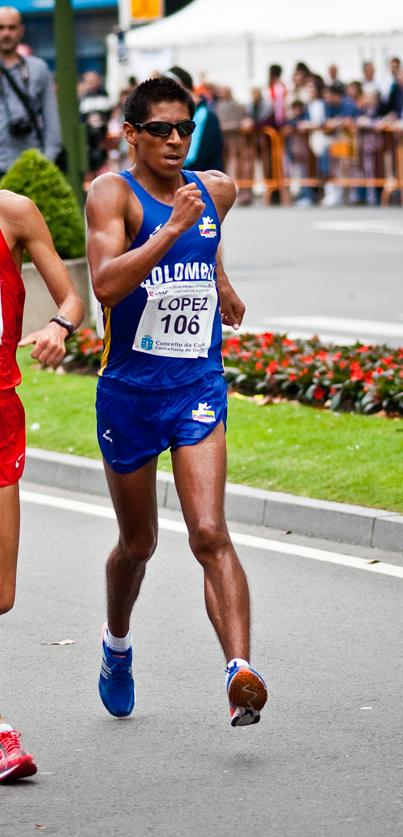
Luis Fernando López kam auf Platz zwanzig
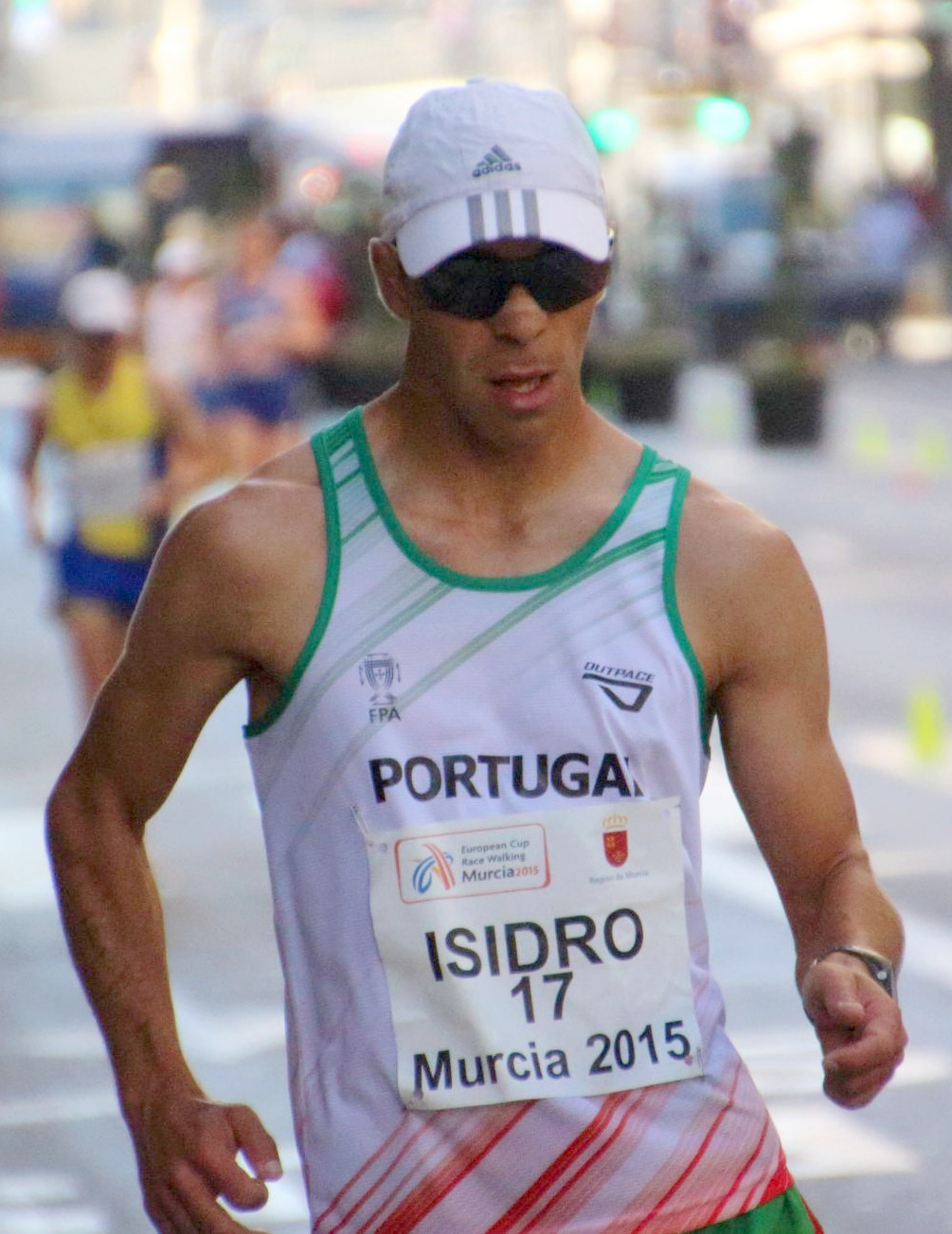
Pedro Isidro belegte Rang 21

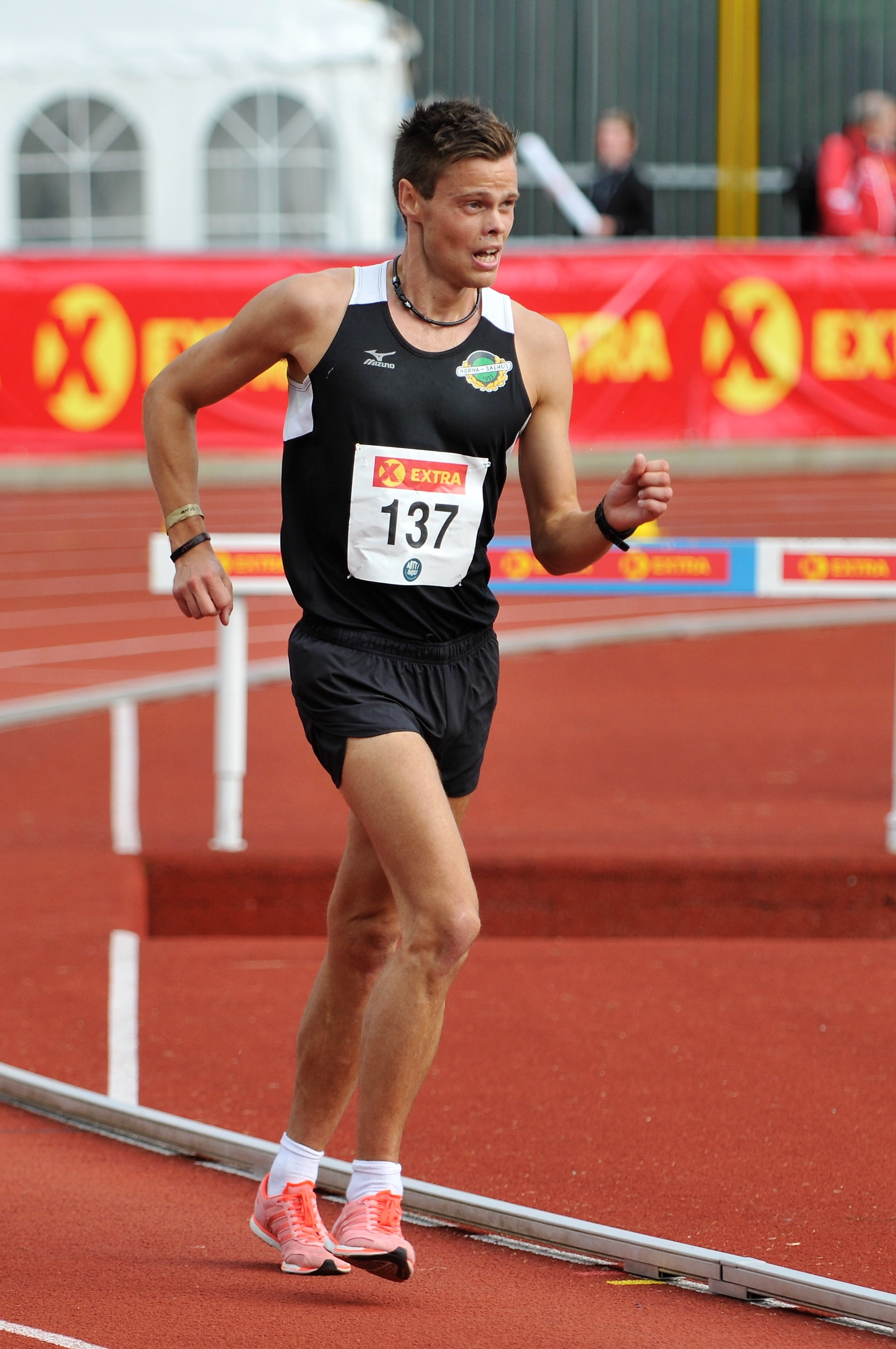
Håvard Haukenes erreichte Platz 24
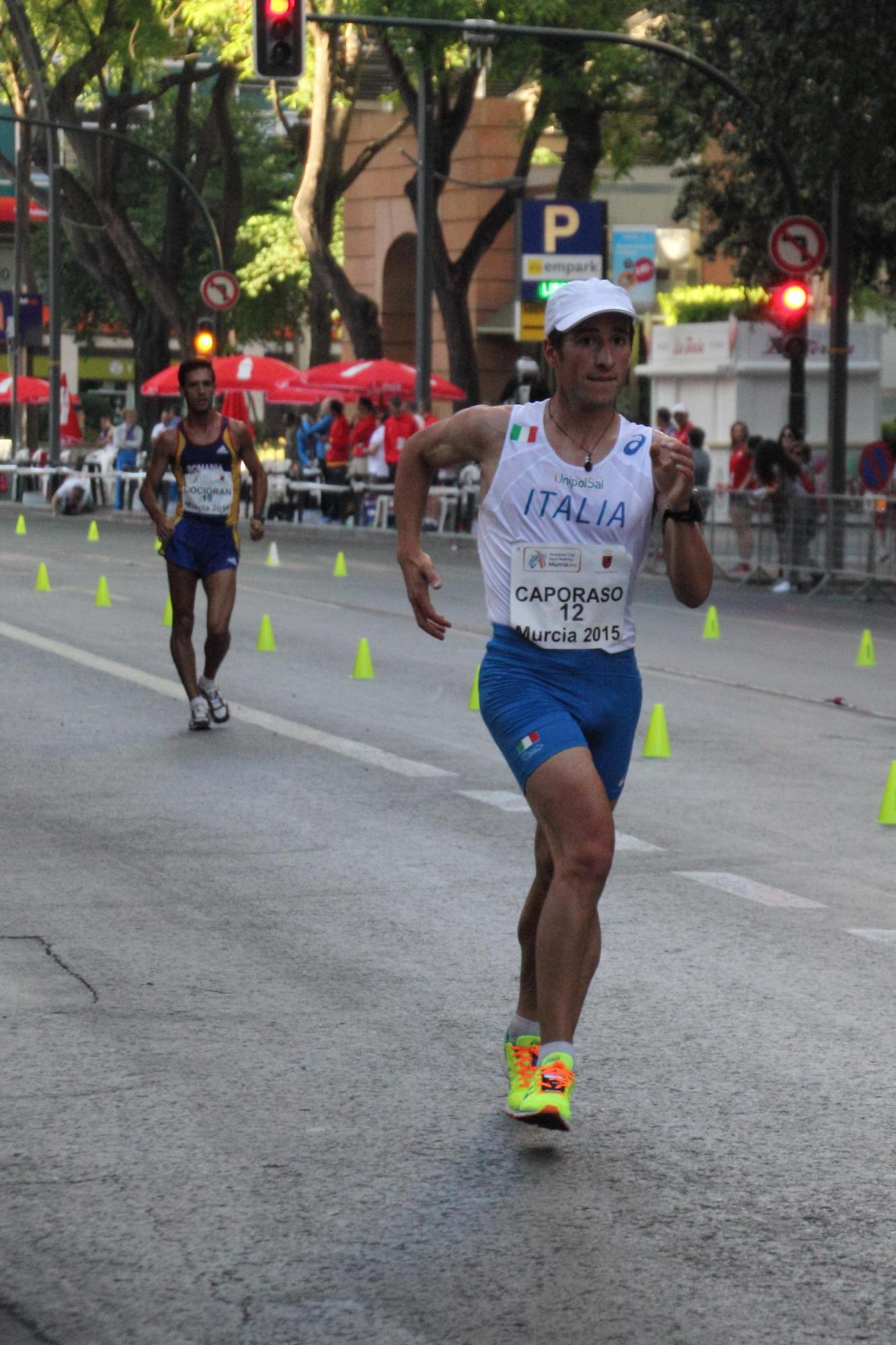
Platz 25: Tedorico Caporaso
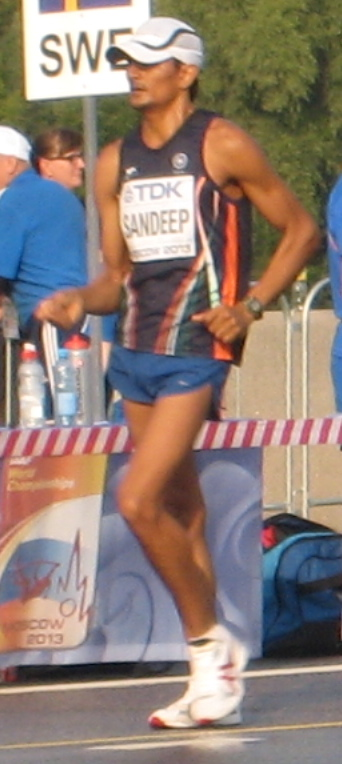
Sandeep Kumar wurde 26.
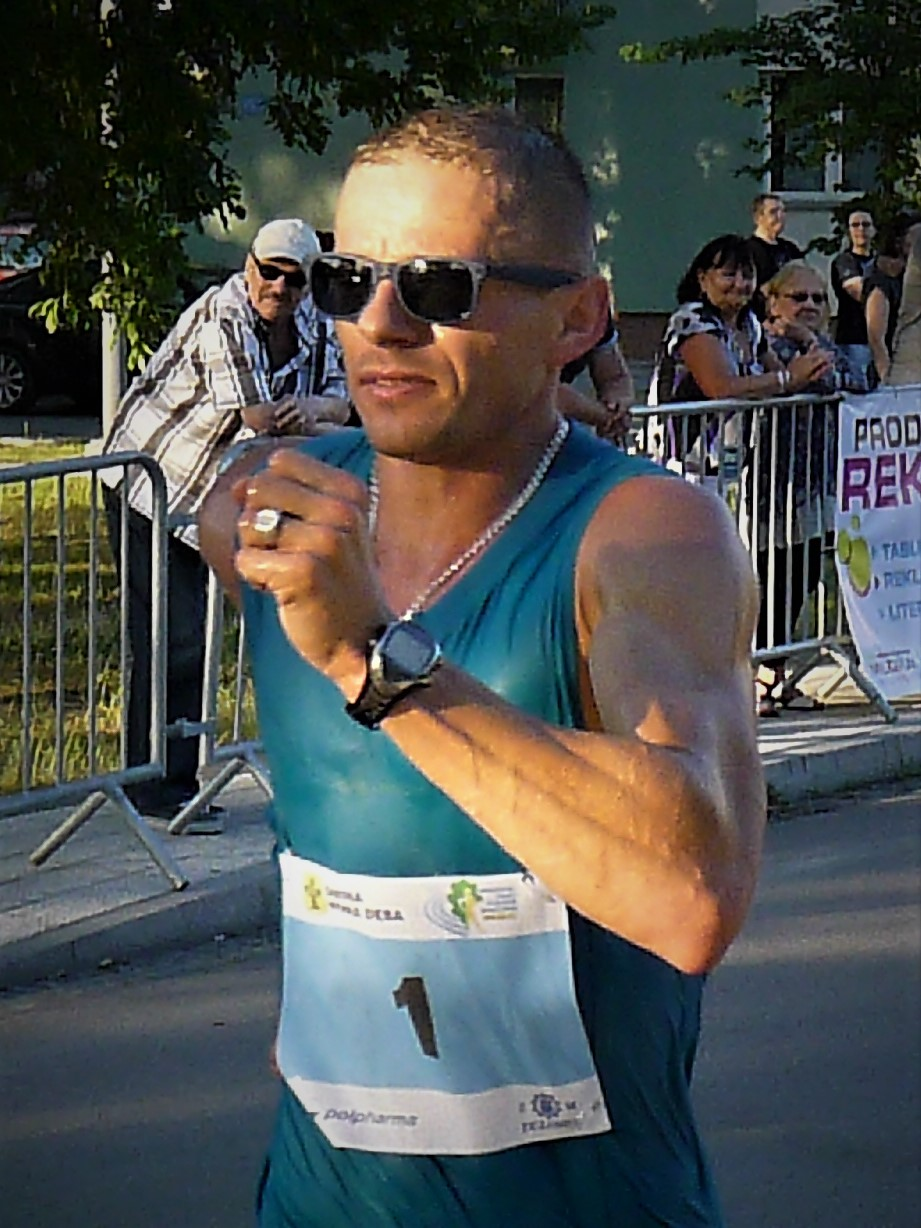
Rafal Augustyn erreichte den 28. Platz
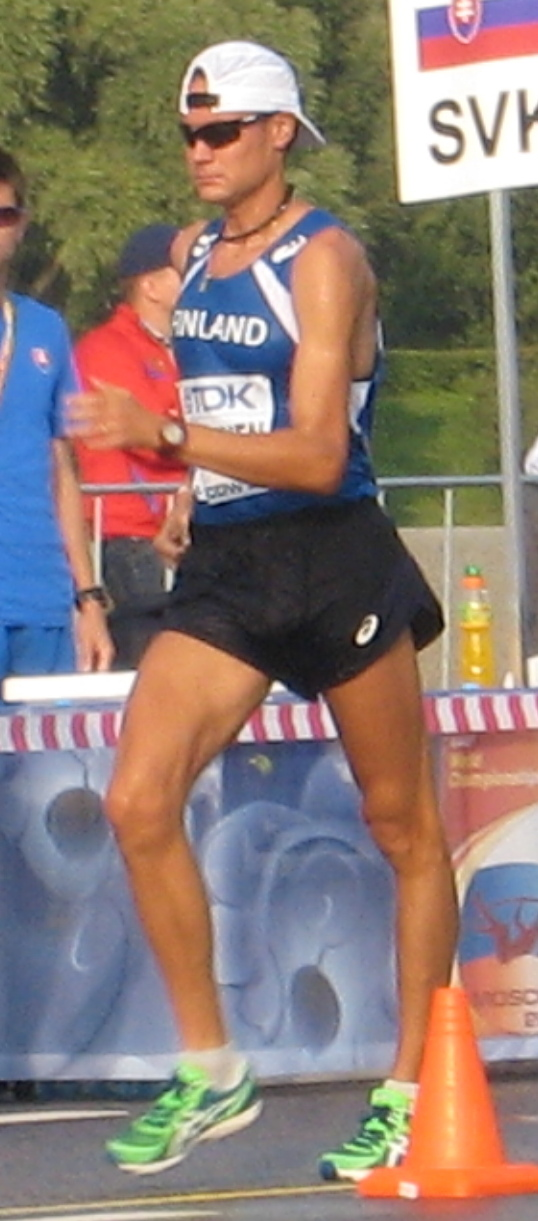
Jarkko Kinnunen kam auf Rang 29
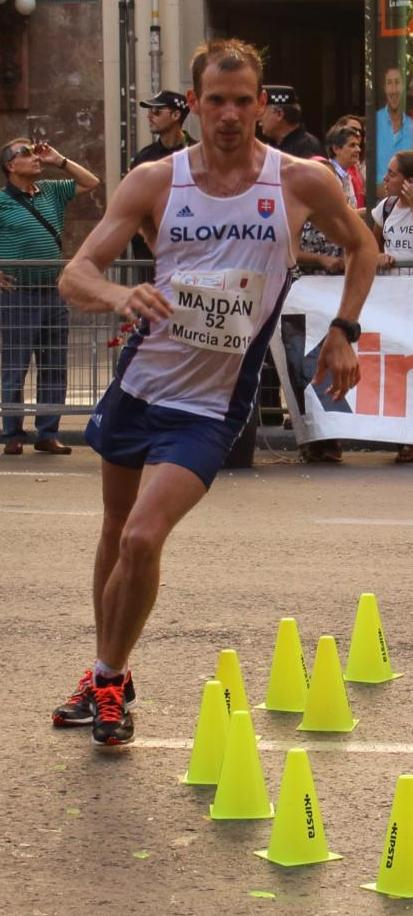
Dušan Majdán – Platz dreißig
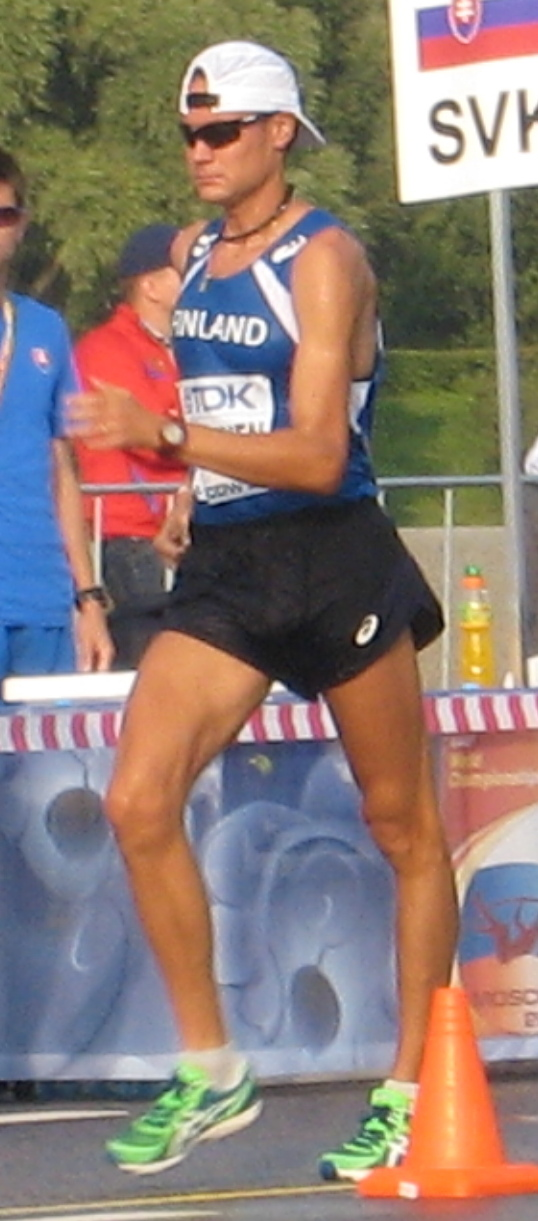
Jarkko Kinnunen 2013 – Platz 32
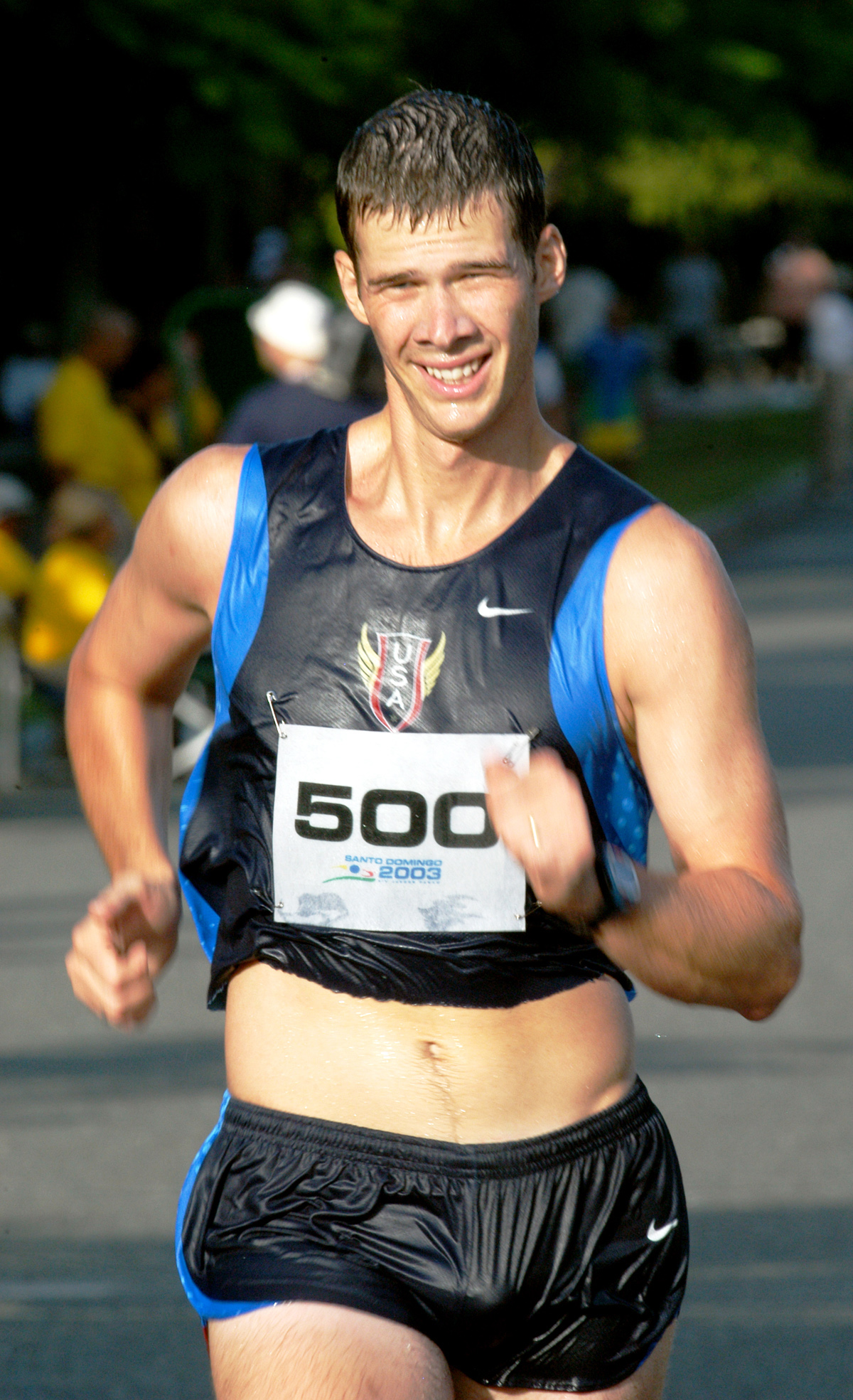
John Nunn – Platz 37
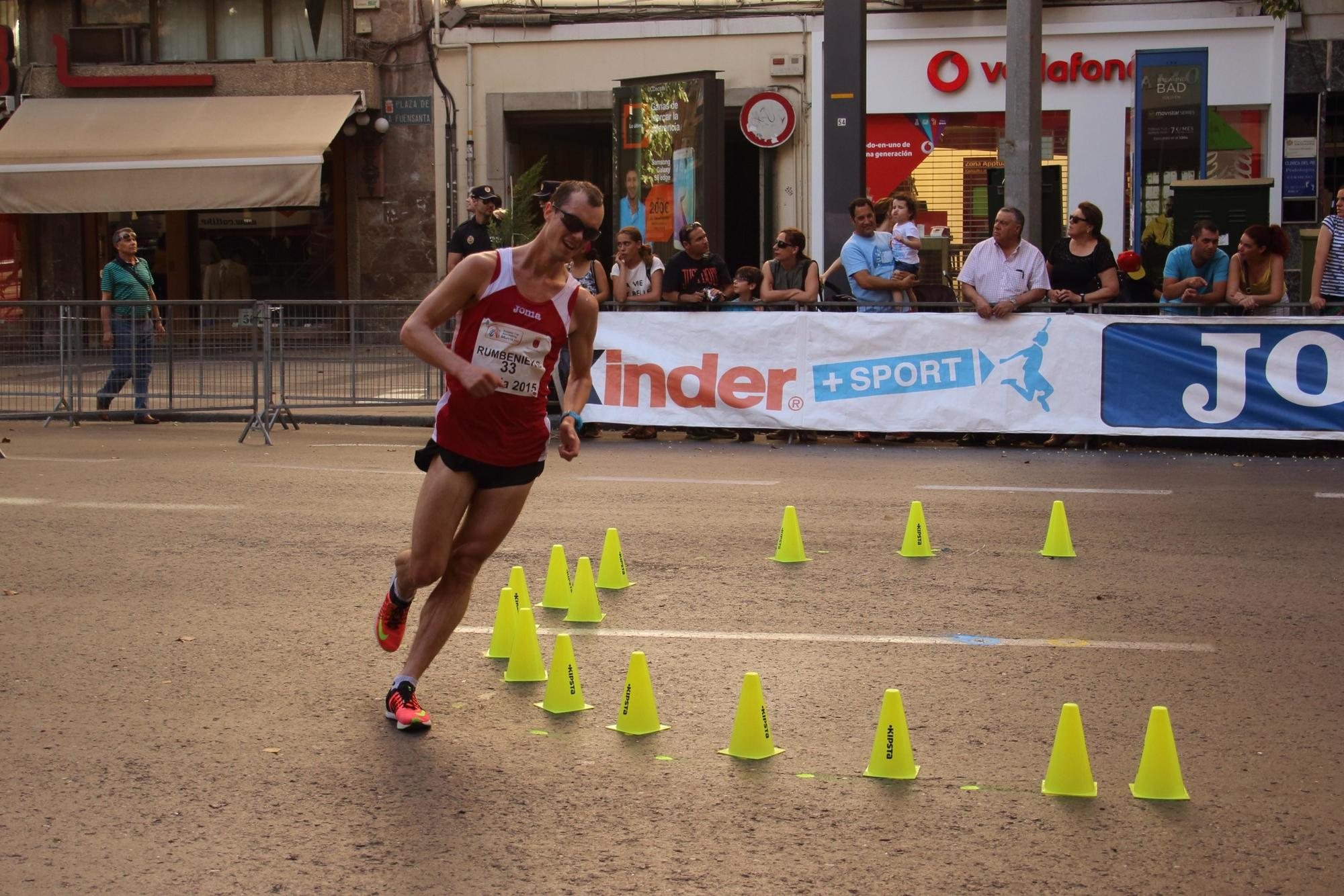
Arnis Rumbenieks – Platz 38
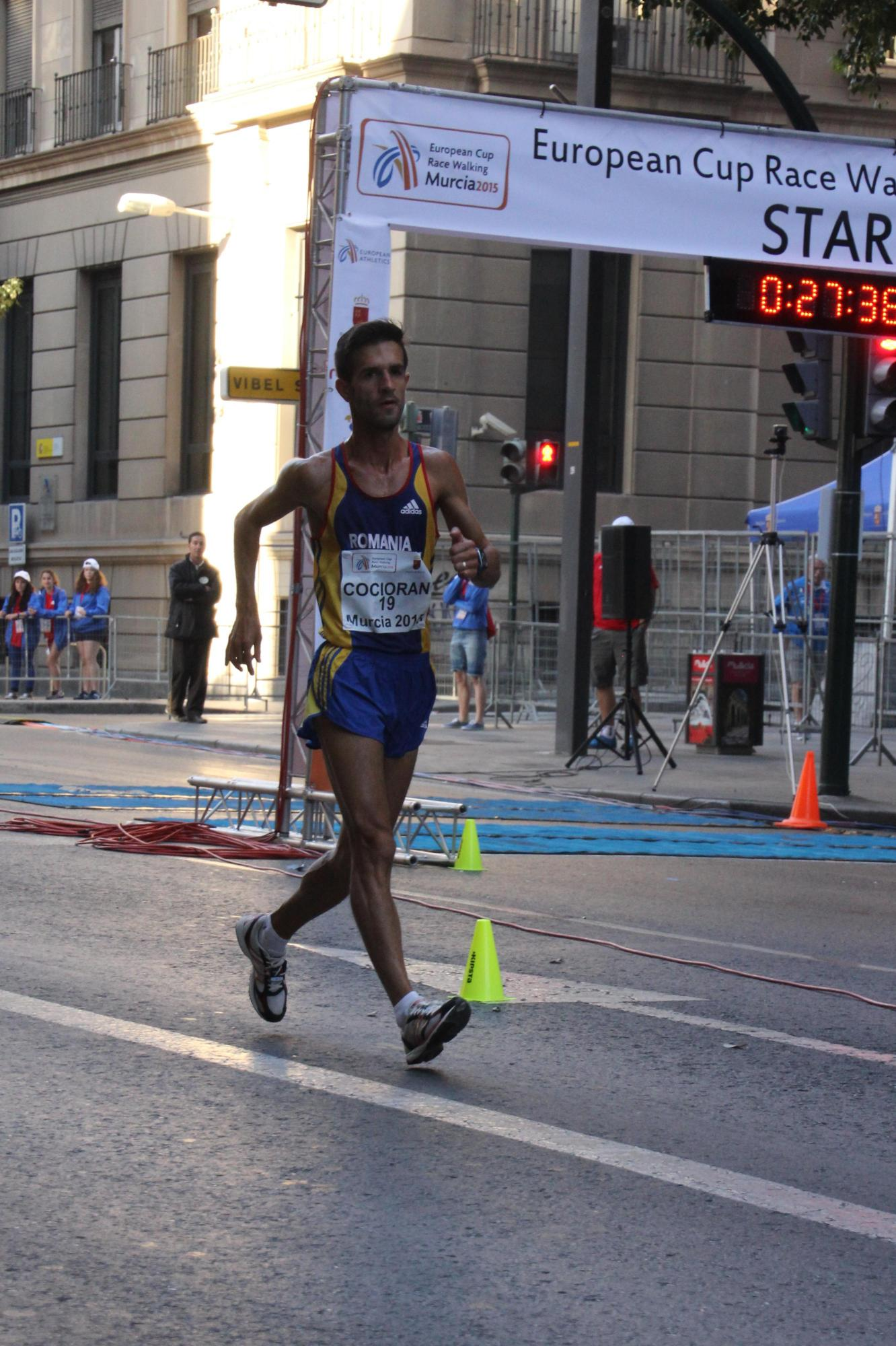
Marius Cocioran – Wettkampf nicht beendet
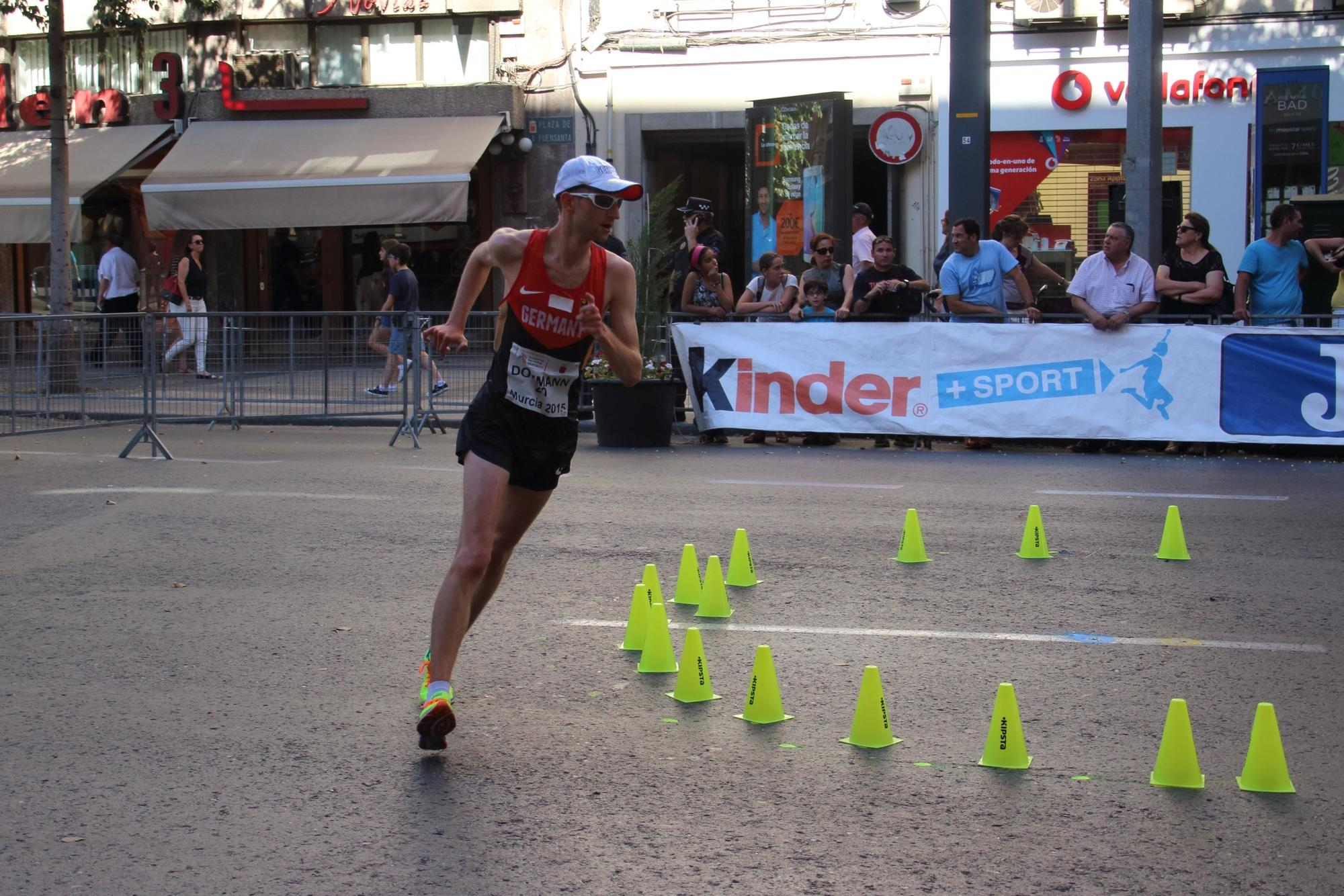
Der einzige deutsche Teilnehmer Carl Dohmann gab den Wettkampf auf

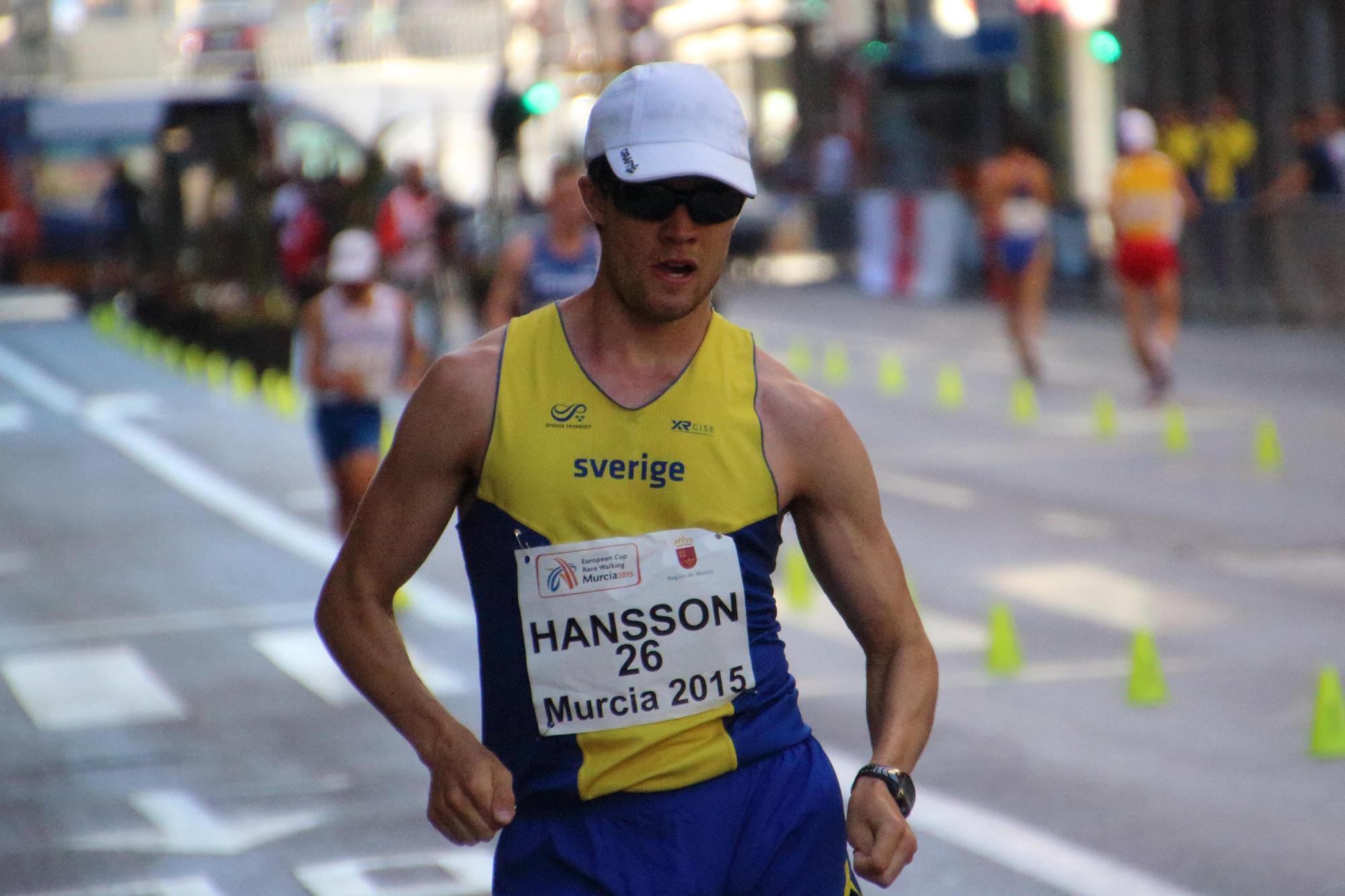
Anders Hansson – Wettkampf nicht beendet
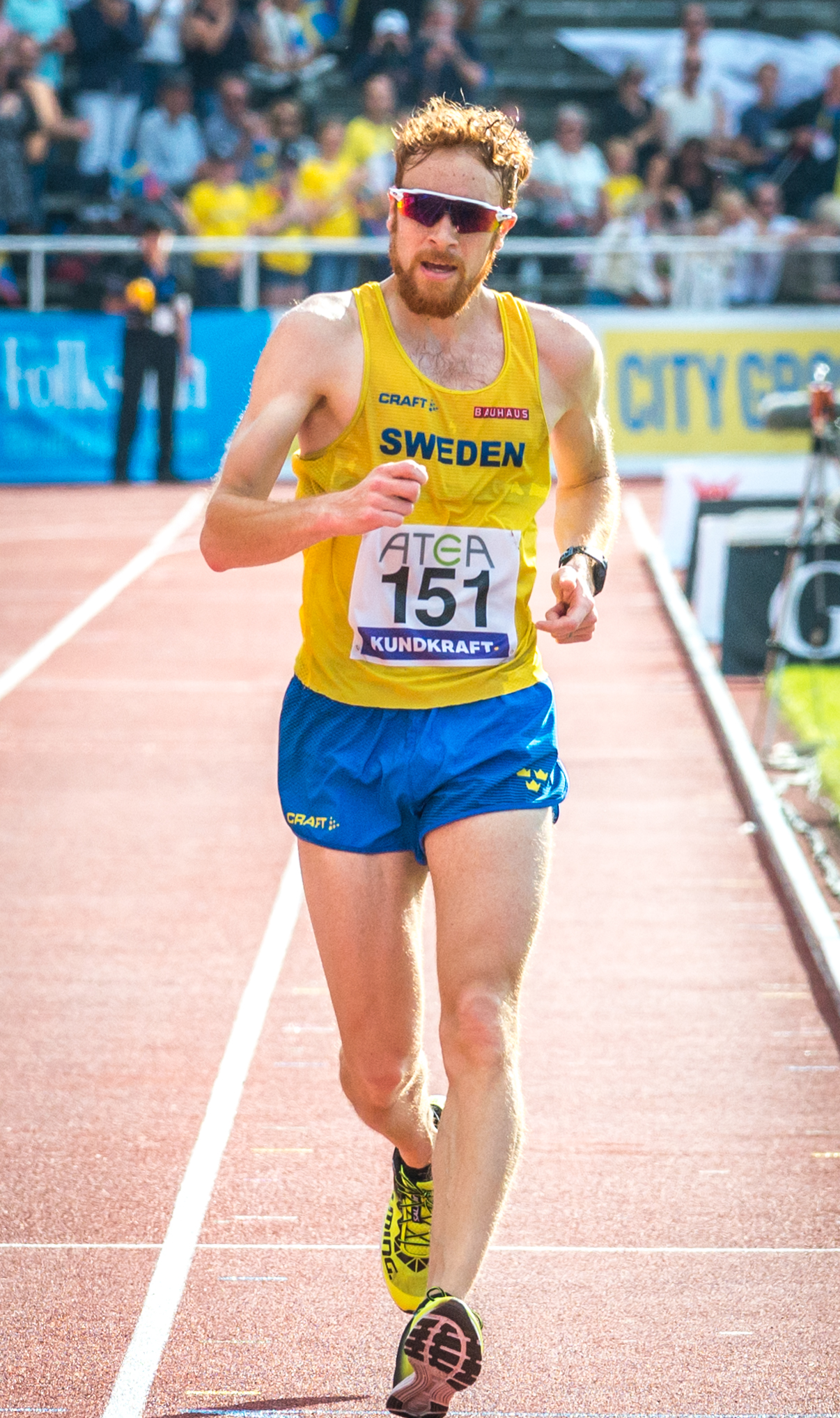
Anatole Ibáñez – Wettkampf nicht beendet
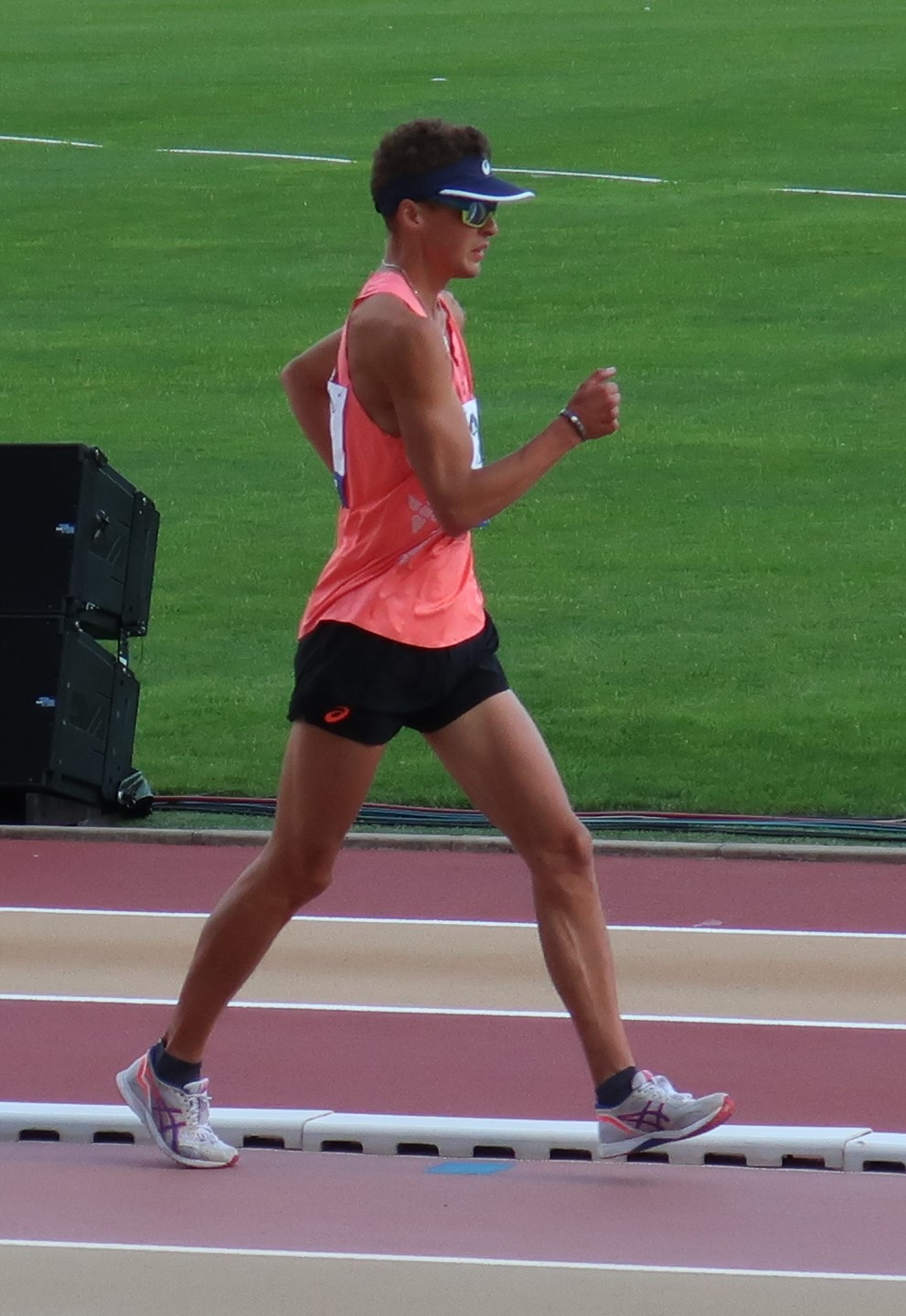
Aleksi Ojala – Wettkampf nicht beendet
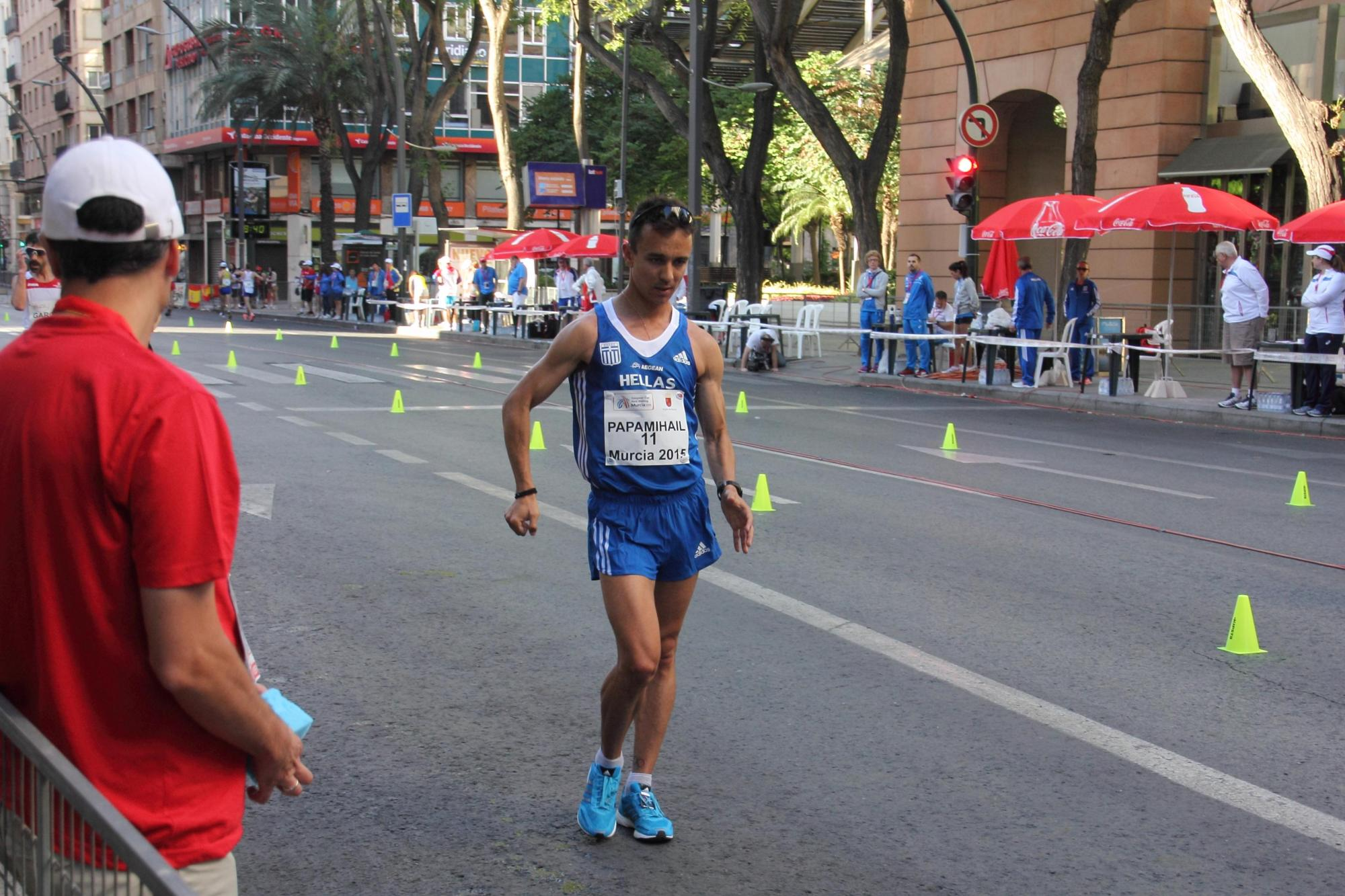
Alexandros Papamichail – Wettkampf nicht beendet
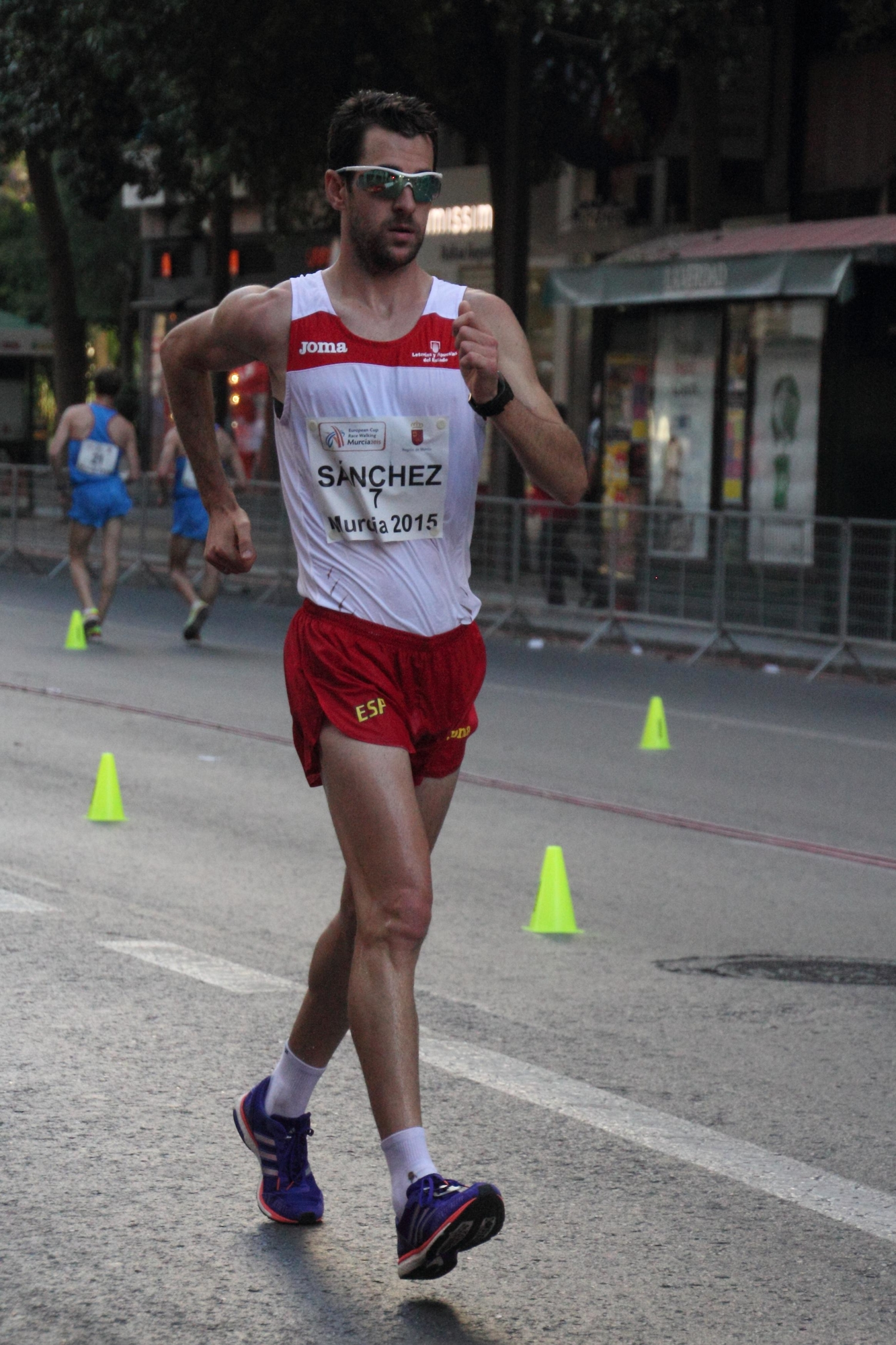
Benjamín Sánchez – Wettkampf nicht beendet
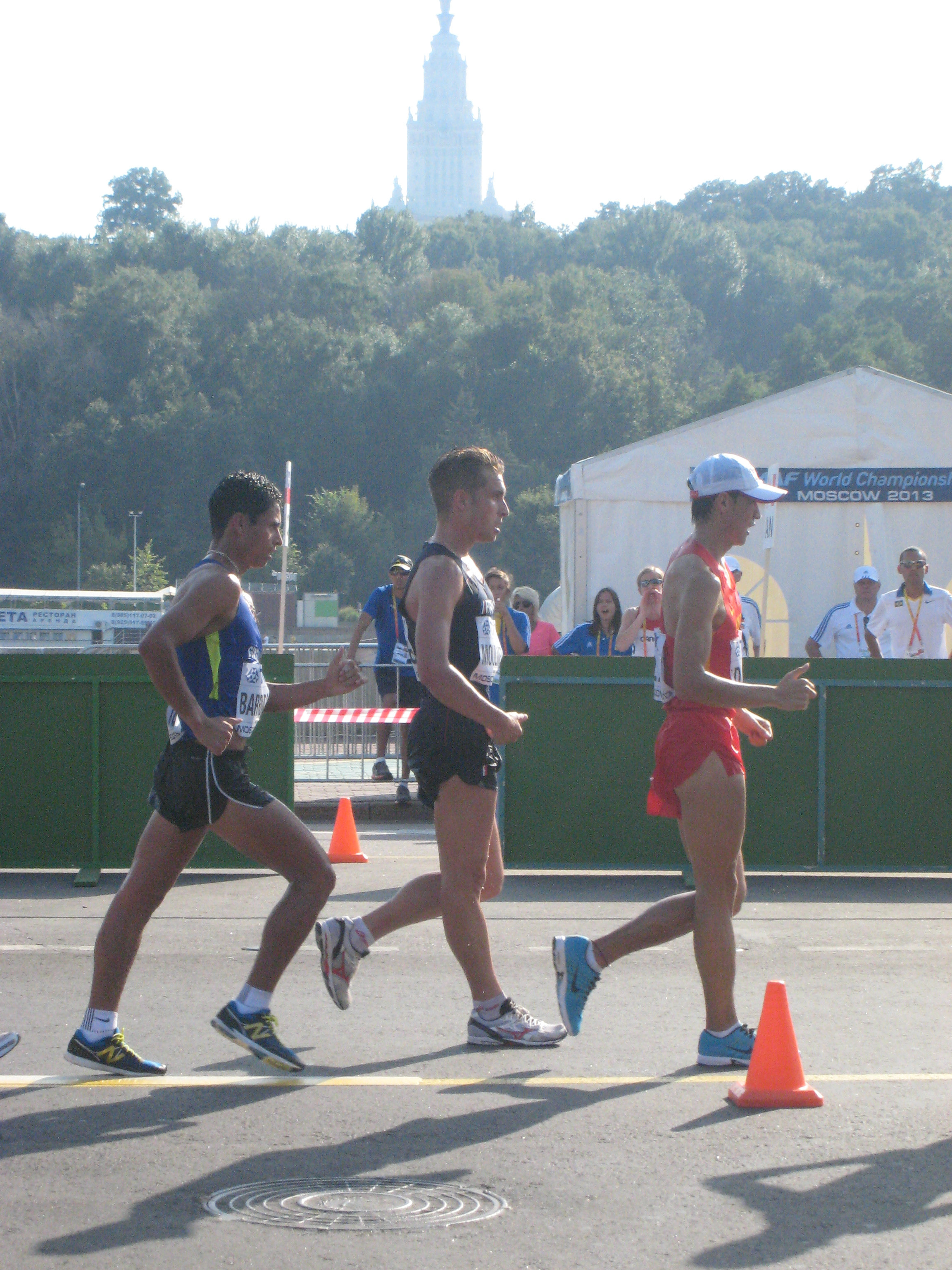
Erick Barrondo (links) – nach drei Verwarnungen disqualifiziert
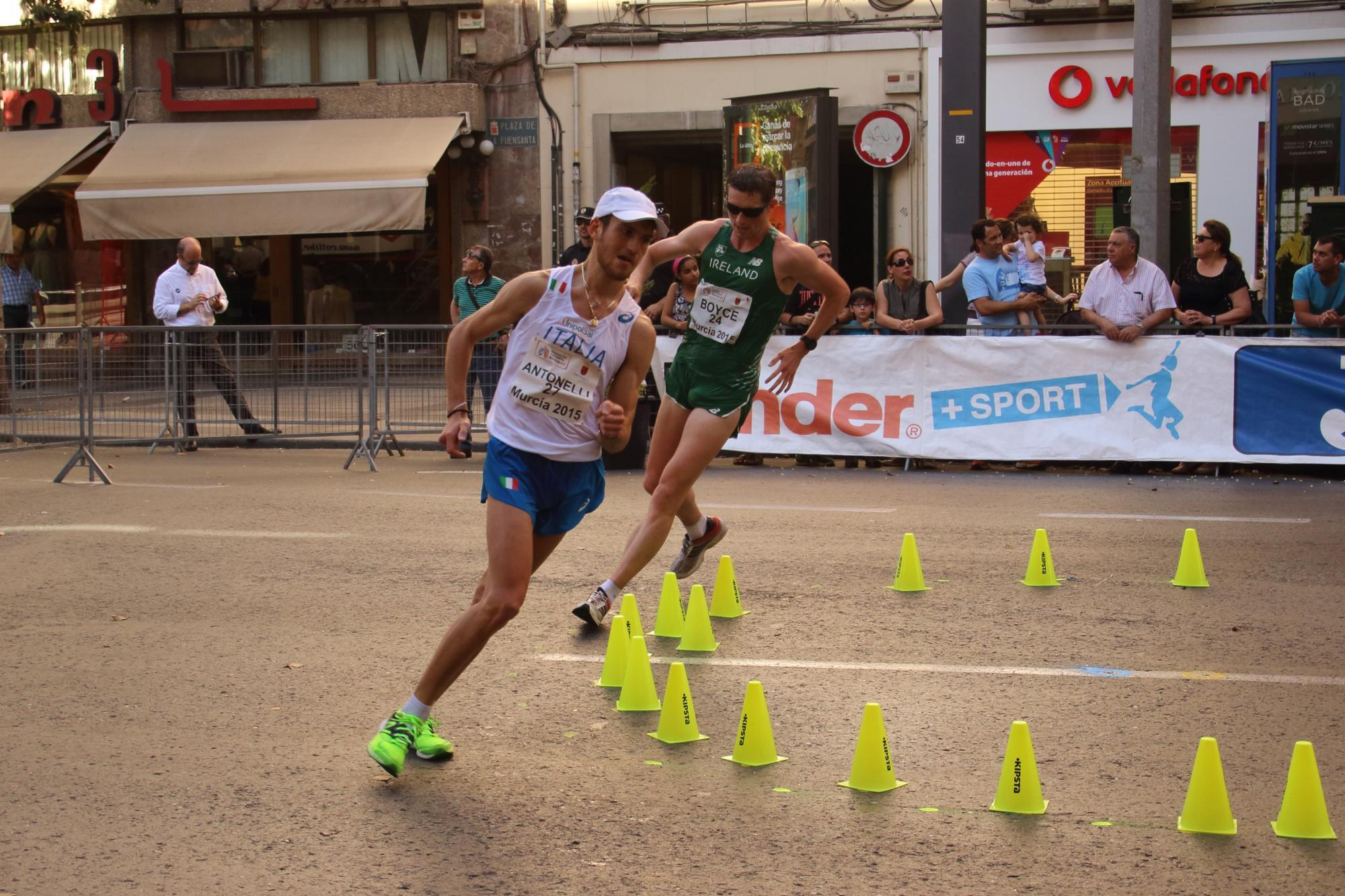
Brendan Boyce (grünes Trikot) – nach drei Verwarnungen disqualifiziert
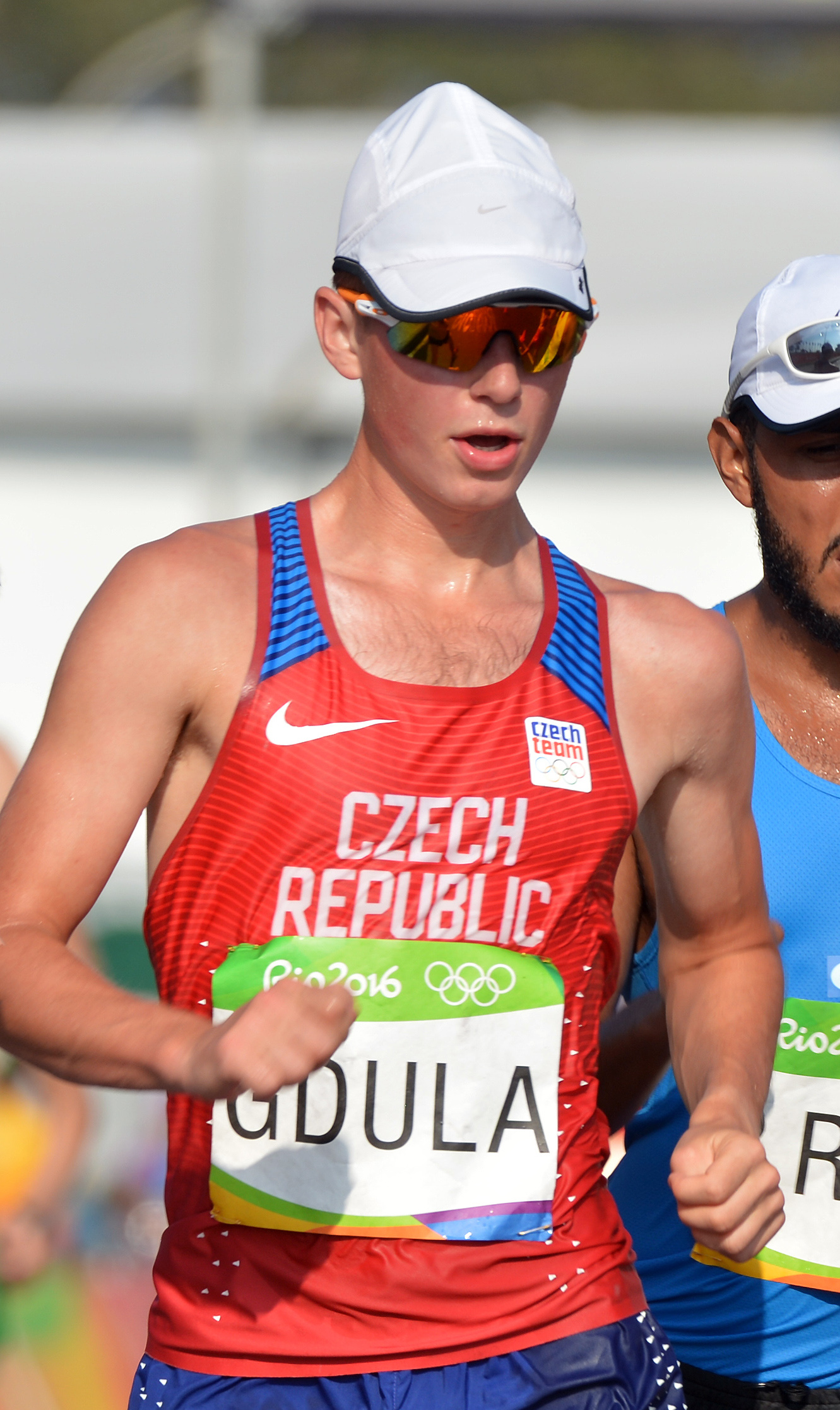
Lukáš Gdula – nach drei Verwarnungen disqualifiziert
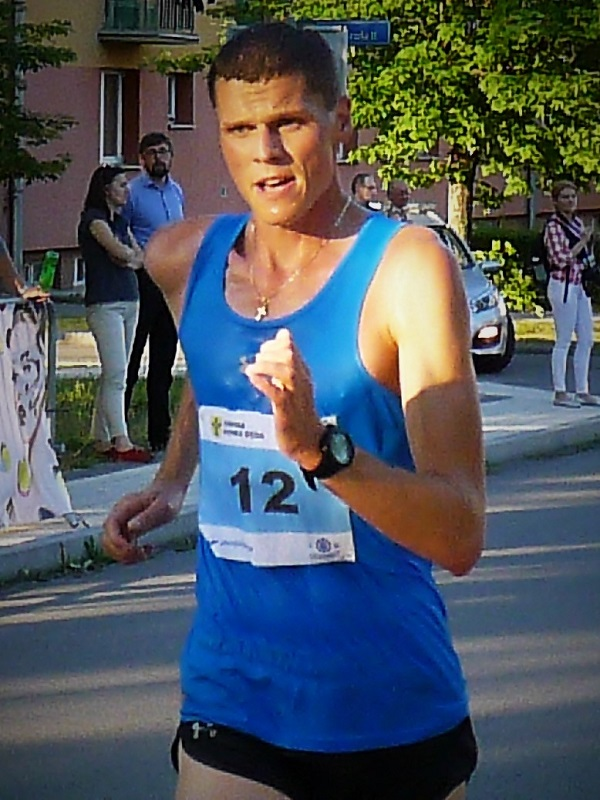
Łukasz Nowak – nach drei Verwarnungen disqualifiziert
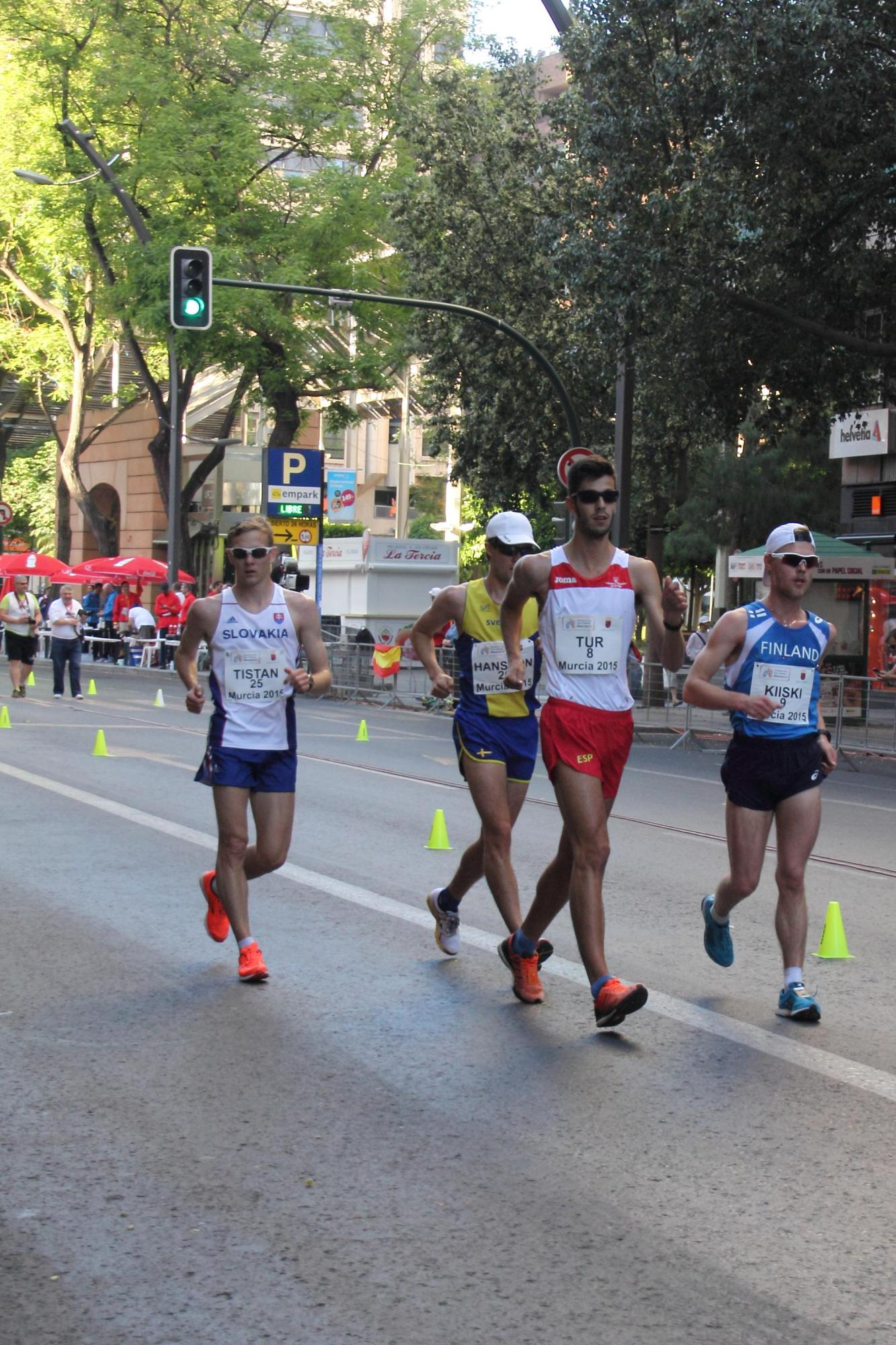
Martin Tišťan (ganz links) – nach drei Verwarnungen disqualifiziert

## Videolinks
- 50Km Race Walk FINISH Matej Toth World Champion Beijing 2015, youtube.com, abgerufen am 15. Februar 2021
- IAAF World Championships Beijing 2015 - Day 8 Highlights, Bereich 0:00 min bis 5:06 min, youtube.com, abgerufen am 15. Februar 2021